# 프리큐어
《프리큐어》(일본어: プリキュア Precure[*])는 토도 이즈미와 반다이가 창작하고 아사히 방송, ADK 홀딩스, 토에이 애니메이션과 반다이가 제작하는 일본의 마법소녀 애니메이션 미디어 프랜차이즈이다. 영어권에서는 《프리티 큐어》(Pretty Cure)라는 제목으로 발매한다.
각 애니메이션 시리즈마다 '프리큐어'라 불리는 마법소녀들의 무리가 악에 맞서 싸우는 내용을 그린다. 2004년 텔레비전으로 방영된 《빛의 전사 프리큐어》를 시작으로 18편 이상의 애니메이션 시리즈가 제작됐으며, 이를 바탕으로 극장판 애니메이션, 만화, 장난감, 비디오 게임 등 기타 매체들이 제작된다.
《프리큐어》는 2020년 기준으로 상품 누적총수익이 7200억 엔을 초과했다.

## 개요
2004년부터 아사히 방송(ABC) 일요일 아침 8시 30분에 하는 애니메이션으로서 제작되어, TV 아사히 계열에서 방영된 《두 사람은 프리큐어》로 시작되는 애니메이션 작품이다.
시리즈 전체로는 토에이 애니메이션에서 여아 대상으로 제작된 이른바 '싸우는 히로인'을 답습한 '소녀 전대물'로서는 미소녀 전사 세일러문 시리즈 이래로 새로운 바람을 일으키며 시리즈가 거듭되고 있다. 프리큐어 시리즈는 매년 새로운 주인공과 배경 세계를 설정하며, 각 시리즈 사이에는 《올스타즈 극장판 시리즈》같은 주인공과 배경 세계가 통일된 개별작품을 제외하면 TV시리즈는 주인공과 배경 세계의 연속성은 없다. 어린아이부터 중, 고등학생(여아, 소녀)을 대상으로 한 작품이지만, 여자아이를 대상으로 한 예전 작품과는 다른 시도를 하였다. 전투 장면의 경우, 맨손 격투기에 의한 육탄전을 전개하는 방식으로 취하고 있으며, 연애 요소를 적게 하는 방식은 이 분야에 있어서 새로운 시도라 할 수 있는 기획이었다.
프리큐어라는 이름의 유래는 '프리티(Pretty)'와 '큐어(Cure)'를 합친 조어로, 각 시리즈 타이틀 로고 아래에 두 단어가 걸려있었으나, 《하트캐치 프리큐어!》이후부터는 Precure로 통일하고 있다. 《두 사람은 프리큐어 Splash Star》시리즈까지는 프리큐어가 2명이었으나, 《Yes! 프리큐어5》부터는 전대물 형식으로 전개된다.
대한민국에서는 SBS를 통해 2005년 12월 《빛의 전사 프리큐어》란 이름으로 들어와 이듬해에 2기 Max Heart는 대원방송(애니원/챔프)을 통해 방영되었고 그 이후로 계속 대원방송을 통해 2009년 08월 31일부터 2011년까지 《Yes! 프리큐어5》TV 시리즈와 《극장판 거울나라의 미라클 대모험》이 방영되고 2014년에는 《스마일 프리큐어!》가 방영되었다. 이렇게 1년 간격으로 TV를 통해 정식으로 방송되고 있다. 현재까지 《올스타즈 시리즈》를 포함해 프리큐어 해당 시리즈의 한국판 극장판은 개봉되거나 방영되지 않았지만 지난 2011년 12월 23일 Yes! 프리큐어5 극장판이 TV에 정식으로 방영되었고, 2016년 5월 4일 《극장판 프리큐어 올스타즈 뉴 스테이지 미래의 친구》가 2016년 7월 17일 《극장판 프리큐어 올스타즈 뉴 스테이지 2 마음의 친구》가 연달아 방영되었다.

## 역사 및 탄생배경
본래 2003년에 토에이 애니메이션에서 제작하였던 전작인 내일의 나쟈가 당초 100화로 방영예정이었으나 시청률의 저조로 50화로 단축되어 2004년 1월에 조기종영하게 되었으며 극장판 제작 또한 무산되었고, 토에이는 아사히 방송의 계약된 남은 1년을 대체할 애니메이션을 제작하게 된다. 이때 와시오 타카시 프로듀서의 육탄전을 기조로 하는 마법소녀물 기획이 통과되어 빛의 전사 프리큐어가 제작된다.
2004년 2월에 1대작인 빛의 전사 프리큐어가 방영되어 의외로 시청률 흥행에 성공하면서 이듬해인 2005년에 후속작인 프리큐어 Max Heart가 방영되고 여기에 새로운 캐릭터가 추가로 투입되었다.
2006년부터는 프리큐어라는 제목은 유지하면서 처음으로 캐릭터와 세계관을 전면적으로 변경한 작품인 두 사람은 프리큐어 Splash Star가 제작되어 방송되었으나 초대 프리큐어와 캐릭터가 너무 닮았다는 평가와 저조한 시청률로 인해서 인기를 얻지 못하게 되었다.
이 때 제작진은 이런 위기를 극복하기 위해 프리큐어의 마지막 작품이라는 각오와 결심으로 2007년에 새로운 프리큐어 작품을 선보였는데 바로 이 작품이 3대작인 Yes! 프리큐어5이다.
당시 제작진의 증언에 의하면 전작인 Splash Star의 시청률 저조로 인해서 사실상 이번 프리큐어 5를 마지막으로 프리큐어라는 작품 자체를 마무리하려고 하였으나 뜻밖에도 작품이 인기를 얻게되면서 후속작 제작을 결정하였는데 바로 이 작품이 Yes! 프리큐어 5 GoGo!로 여기에 프리큐어와 동등한 신전사 캐릭터를 투입하였으며 이후 현재까지 1년마다 새로운 프리큐어 작품을 통해서 오랫동안 유지하고 있다.
2009년에는 프리큐어 시리즈 캐릭터들이 한 자리에 등장하는 프리큐어 올스타즈가 신설되었으며 2017년부터 프리큐어 스타즈로 변경하고 현재까지 이어지고 있다.

## 매체 목록

### 본편 애니메이션
|    | 작품(원제)                                                                                        | 방영기간                          | 총 화수 | 프리큐어 인원 |
| -- | ------------------------------------------------------------------------------------------------- | --------------------------------- | ------- | ------------- |
| 1  | 빛의 전사 프리큐어 (ふたりはプリキュア/PRETTY CURE)                                               | 2004년 2월 1일 - 2005년 1월 30일  | 49화    | 2명           |
| 2  | 두 사람은 프리큐어 Max Heart (ふたりはプリキュア Max Heart/PRETTY CURE Max Heart)                 | 2005년 2월 6일 - 2006년 1월 29일  | 47화    | 3명           |
| 3  | 두 사람은 프리큐어 Splash Star (ふたりはプリキュア Splash Star/PRETTY CURE Splash Star)           | 2006년 2월 5일 - 2007년 1월 28일  | 49화    | 2명           |
| 4  | Yes! 프리큐어5 (Yes! プリキュア5)                                                                 | 2007년 2월 4일 - 2008년 1월 27일  | 49화    | 5명           |
| 5  | Yes! 프리큐어5 GoGo! (Yes! プリキュア5 GoGo!)                                                     | 2008년 2월 3일 - 2009년 1월 25일  | 48화    | 6명           |
| 6  | 프레시 프리큐어! (フレッシュプリキュア!/FRESH PRETTY CURE)                                        | 2009년 2월 1일 - 2010년 1월 31일  | 50화    | 4명           |
| 7  | 하트캐치 프리큐어! (ハートキャッチプリキュア!/HEARTCATCH PRECURE!)                                | 2010년 2월 7일 - 2011년 1월 30일  | 49화    | 4명           |
| 8  | 스위트 프리큐어♪ (スイートプリキュア♪/SUITE PRECURE♪)                                             | 2011년 2월 6일 - 2012년 1월 29일  | 48화    | 4명           |
| 9  | 스마일 프리큐어! (スマイルプリキュア!/SMILE PRECURE!)                                             | 2012년 2월 5일 - 2013년 1월 27일  | 48화    | 5명           |
| 10 | 두근두근! 프리큐어 (ドキドキ! プリキュア/DOKIDOKI! PRECURE/HEARTBEAT! PRECURE)                    | 2013년 2월 3일 - 2014년 1월 26일  | 49화    | 5명           |
| 11 | 해피니스 차지 프리큐어! (ハピネスチャージプリキュア!/HAPPINESSCHARGE PRECURE!/HAPPINESS PRECURE!) | 2014년 2월 2일 - 2015년 1월 25일  | 49화    | 4명           |
| 12 | Go! 프린세스 프리큐어 (Go! プリンセスプリキュア/Go! PRINCESS PRECURE)                             | 2015년 2월 1일 - 2016년 1월 31일  | 50화    | 4명           |
| 13 | 마법사 프리큐어! (魔法つかいプリキュア!/MAHO GIRLS PRECURE!/MAGICAL GIRLS PRECURE!)               | 2016년 2월 7일 - 2017년 1월 29일  | 50화    | 3명           |
| 14 | 키라키라☆프리큐어 아라모드 (キラキラ☆プリキュア アラモード/KIRAKIRA☆PRECURE A LA MODE)            | 2017년 2월 5일 - 2018년 1월 28일  | 49화    | 6명           |
| 15 | 허긋토! 프리큐어 (HUGっと! プリキュア/HUGTTO! PRECURE)                                            | 2018년 2월 4일 - 2019년 1월 27일  | 49화    | 5명           |
| 16 | 스타☆트윙클 프리큐어 (スター☆トゥインクルプリキュア/STAR☆TWINKLE PRECURE)                         | 2019년 2월 3일 - 2020년 1월 26일  | 49화    | 5명           |
| 17 | 힐링굿♡프리큐어 (ヒーリングっど♡プリキュア/Healin'Good♡Precure)                                   | 2020년 2월 2일 - 2021년 2월 21일  | 45화    | 4명           |
| 18 | 트로피컬 루즈! 프리큐어 (トロピカル～ジュ! プリキュア/Tropical-Rouge! Precure)                    | 2021년 2월 28일 - 2022년 1월 30일 | 46화    | 5명           |
| 19 | 딜리셔스 파티♡프리큐어 (デリシャスパーティ♡プリキュア/Delicious Party♡Precure)                    | 2022년 2월 6일 - 2023년 1월 29일  | 45화    | 4명           |
| 20 | 펼쳐지는 스카이! 프리큐어 (ひろがるスカイ! プリキュア/Hirogaru Sky! Precure)                      | 2023년 2월 5일 - 2024년 1월 28일  | 50화    | 5명           |
| 21 | 원더풀 프리큐어! (わんだふるぷりきゅあ!/Wonderful Precure!)                                       | 2024년 2월 4일 - 2025년 1월 26일  | 50화    | 4명           |
| 22 | 너와 아이돌 프리큐어♪ (キミとアイドルプリキュア♪/Kimi to Idol Precure♪)                           | 2025년 2월 2일 -                  |         | 5명           |

### 기타 애니메이션
|   | 작품(원제)                                                           | 방영기간                   | 총 화수 |
| - | -------------------------------------------------------------------- | -------------------------- | ------- |
| 1 | 희망의 힘 ~어른 프리큐어'23~ (キボウノチカラ～オトナプリキュア‘23～) | 2023년 9월 9일 - 11월 25일 | 12화    |
| 2 | 마법사 프리큐어!! ~MIRAI DAYS~ (魔法つかいプリキュア!! ~MIRAI DAYS~) | 2025년 1월 12일 - 3월 30일 | 12화    |
| 3 | 쁘띠큐어 ~Precure Fairies~ (ぷちきゅあ～Precure Fairies～)           | 2025년 4월 3일 -           |         |

### 극장판
|    | 작품(원제) | 개봉일(현지 기준)      | 상영시간       |
| -- | --- | ---------------------- | -------------- |
| 1  | 극장판 두 사람은 프리큐어 Max Heart (映画 ふたりはプリキュア Max Heart) | 2005년 4월 16일        | 약 70분        |
| 2  | 극장판 두 사람은 프리큐어 Max Heart 2 눈 내리는 하늘의 친구들 (映画 ふたりはプリキュア Max Heart 2 雪空のともだち) | 2005년 12월 10일       | 약 71분        |
| 3  | 극장판 두 사람은 프리큐어 Splash Star 똑딱똑딱 위기일발! (映画 ふたりはプリキュア Splash Star チクタク危機一髪!) | 2006년 12월 9일        | 약 50분        |
| 4  | 극장판 Yes! 프리큐어5 거울 나라의 미라클 대모험! (映画 Yes! プリキュア5 鏡の国のミラクル大冒険!) | 2007년 11월 10일       | 약 70분        |
| 5  | 극장판 Yes! 프리큐어5 GoGo! 과자 나라의 해피버스데이♪ (映画 Yes! プリキュア5 GoGo! お菓子の国のハッピーバースディ♪) 초~단편 프리큐어 올스타즈 GoGo 드림 라이브 (ちょ〜短編 プリキュアオールスターズ GoGoドリームライブ)                                                                                 | 2008년 11월 8일        | 약 75분 (합계) |
| 6  | 극장판 프레시 프리큐어! 장난감 나라에는 비밀이 가득? (映画 フレッシュプリキュア! おもちゃの国は秘密がいっぱい!?) | 2009년 10월 31일       | 약 71분        |
| 7  | 극장판 하트캐치 프리큐어! 꽃의 도시에서 패션쇼...입니까!? (映画 ハートキャッチプリキュア! 花の都でファッションショー…ですか!?) | 2010년 10월 30일       | 약 71분        |
| 8  | 극장판 스위트 프리큐어♪ 되찾아라! 마음이 이어주는 기적의 멜로디♪ (映画 スイートプリキュア♪ とりもどせ! 心がつなぐ奇跡のメロディ♪) | 2011년 10월 29일       | 약 70분        |
| 9  | 극장판 스마일 프리큐어! 그림책 속은 모두 뒤죽박죽! (映画 スマイルプリキュア! 絵本の中はみんなチグハグ!) | 2012년 10월 27일       | 약 70분        |
| 10 | 극장판 두근두근! 프리큐어 마나가 결혼을!? 미래를 이어주는 희망의 드레스 (映画 ドキドキ! プリキュア マナ結婚!!? 未来につなぐ希望のドレス) | 2013년 10월 26일       | 약 72분        |
| 11 | 극장판 해피니스 차지 프리큐어! 인형 나라의 발레리나 (映画 ハピネスチャージプリキュア! 人形の国のバレリーナ) | 2014년 10월 11일       | 약 71분        |
| 12 | 극장판 Go! 프린세스 프리큐어 Go!Go!! 호화 3편!!! (映画 Go! プリンセスプリキュア Go!Go!!豪華3本立て!!!) 호박 왕국의 보물 (パンプキン王国のたからもの) (장편) 프리큐어와 레피의 원더 나이트! (プリキュアとレフィのワンダーナイト!) (중편) 큐어 플로라와 장난 거울 (キュアフローラといたずらかがみ) (단편) | 2015년 10월 31일       | 약 75분        |
| 13 | 극장판 마법사 프리큐어! 기적의 변신! 큐어 모후룬! (映画 魔法つかいプリキュア! 奇跡の変身!キュアモフルン!) 큐어 미라클과 모후룬의 마법 연습! (キュアミラクルとモフルンの魔法レッスン!) | 2016년 10월 29일       | 약 70분 (합계) |
| 14 | 극장판 키라키라☆프리큐어 아라모드 파릿토! 추억의 밀푀유! (映画 キラキラ☆プリキュア アラモード パリッと!想い出のミルフィーユ!) 쁘띠☆드림스타즈! 렛츠 라 쿠킹? 숏트 타임! (Petit☆ドリームスターズ! レッツ・ラ・クッキン?ショータイム!)                                                                    | 2017년 10월 28일       | 약 70분 (합계) |
| 15 | 극장판 허긋토! 프리큐어♡두 사람은 프리큐어 올스타즈 메모리즈 (映画 HUGっと! プリキュア♡ふたりはプリキュア オールスターズメモリーズ) | 2018년 10월 27일       | 약 73분        |
| 16 | 극장판 스타☆트윙클 프리큐어 별의 노래에 마음을 담아서 (映画 スター☆トゥインクルプリキュア 星のうたに想いをこめて) | 2019년 10월 19일       | 약 71분        |
| 17 | 극장판 힐링굿♥프리큐어 꿈의 마을에서 큥!하고 GoGo! 대변신!! (映画 ヒーリングっど♡プリキュア ゆめのまちでキュン！っとGoGo!大変身!!) 극장판 트로피컬 루즈! 프리큐어 쁘띠 뛰어들어라! 콜라보♡댄스 파티! (映画 トロピカル～ジュ! プリキュア プチ とびこめ! コラボ♡ダンスパーティ!)                          | 2021년 3월 20일        | 약 75분 (합계) |
| 18 | 극장판 트로피컬 루즈! 프리큐어 눈의 프린세스와 기적의 반지! (映画 トロピカル~ジュ!プリキュア 雪のプリンセスと奇跡の指輪!) | 2021년 10월 23일       | 약 70분        |
| 19 | 극장판 딜리셔스 파티♡프리큐어 꿈꾸는♡어린이 런치! (映画 デリシャスパーティ♡プリキュア 夢みる♡お子さまランチ) 나만의 어린이 런치 (わたしだけのお子さまランチ) | 2022년 9월 23일        | 약 62분        |
| 20 | 원더풀 프리큐어! 더 무비! 두근두근♡게임 세계에서 대모험! (わんだふるぷりきゅあ! ざ・むーびー! ドキドキ♡ゲームの世界で大冒険!) | 2024년 9월 13일        | 약 71분        |
| 21 | 극장판 너와 아이돌 프리큐어♪ 기다렸지! 너에게 전하는 키랏키라이브! (映画 キミとアイドルプリキュア♪ お待たせ! キミに届けるキラッキライブ!) | 2025년 9월 12일 (예정) |                |

### 크로스오버 극장판
|    | 작품(원제) | 개봉일(현지 기준) | 상영시간 | 프리큐어 인원 |
| -- | --- | ----------------- | -------- | ------------- |
| 1  | 극장판 프리큐어 올스타즈 DX 모두 친구☆기적의 전원 대집합! (映画 プリキュアオールスターズ DX みんなともだちっ☆奇跡の全員大集合!)             | 2009년 3월 20일   | 약 70분  | 14명          |
| 2  | 극장판 프리큐어 올스타즈 DX2 희망의 빛☆레인보우 쥬얼을 지켜라! (映画 プリキュアオールスターズ DX2 希望の光☆レインボージュエルを守れ!)       | 2010년 3월 20일   | 약 72분  | 17명          |
| 3  | 극장판 프리큐어 올스타즈 DX3 미래에 닿아라! 세계를 잇는☆무지갯빛 꽃 (映画 プリキュアオールスターズ DX3 未来にとどけ! 世界をつなぐ☆虹色の花) | 2011년 3월 19일   | 약 70분  | 21명          |
| 4  | 극장판 프리큐어 올스타즈 뉴 스테이지 미래의 친구 (映画 プリキュアオールスターズ New Stage みらいのともだち)                                 | 2012년 3월 17일   | 약 70분  | 29명          |
| 5  | 극장판 프리큐어 올스타즈 뉴 스테이지 2 마음의 친구 (映画 プリキュアオールスターズ New Stage 2 こころのともだち)                             | 2013년 3월 16일   | 약 71분  | 32명          |
| 6  | 극장판 프리큐어 올스타즈 뉴 스테이지 3 영원의 친구 (映画 プリキュアオールスターズ New Stage 3 永遠のともだち)                               | 2014년 3월 15일   | 약 71분  | 36명          |
| 7  | 극장판 프리큐어 올스타즈 봄의 카니발♪ (映画 プリキュアオールスターズ 春のカーニバル♪)                                                       | 2015년 3월 14일   | 약 74분  | 40명          |
| 8  | 극장판 프리큐어 올스타즈 모두 함께 노래하다♪ 기적의 마법! (映画 プリキュアオールスターズ みんなで歌う♪奇跡の魔法!)                          | 2016년 3월 19일   | 약 70분  | 44명          |
| 9  | 극장판 프리큐어 드림스타즈! (映画 プリキュアドリームスターズ!)                                                                              | 2017년 3월 18일   | 약 70분  | 12명          |
| 10 | 극장판 프리큐어 슈퍼스타즈! (映画 プリキュアスーパースターズ!)                                                                              | 2018년 3월 17일   | 약 71분  | 12명          |
| 11 | 극장판 프리큐어 미라클 유니버스 (映画 プリキュアミラクルユニバース)                                                                         | 2019년 3월 16일   | 약 71분  | 15명          |
| 12 | 극장판 프리큐어 미라클 리프 모두에게 이상한 하루 (映画 プリキュアミラクルリープ みんなとの不思議な1日)                                      | 2020년 10월 31일  | 약 71분  | 13명          |
| 13 | 극장판 프리큐어 올스타즈 F (映画 プリキュアオールスターズ F)                                                                                | 2023년 9월 15일   | 약 73분  | 78명          |

### 3D 애니메이션 극장판
|   | 작품(원제) | 개봉일(현지 기준) | 상영시간 | 프리큐어 인원 |
| - | --- | ----------------- | -------- | ------------- |
| 1 | 프리큐어 Splash Star 매직★두근♥ 3D 시어터 (ふたりはプリキュア Splash Star マジッ★ドキッ♥ 3Dシアター)                                                 | 2006년            | 약 12분  |               |
| 2 | 프리큐어 올스타즈 DX 3D 시어터 (プリキュアオールスターズ DX 3Dシアター)                                                                              | 2011년            | 약 12분  | 22명          |
| 3 | 모두 모여! 프리큐어 페스티벌! 프리큐어 ON 미라클♡매지컬☆스테이지 (みんなあつまれ！プリキュアフェスティバル プリキュア ON ミラクル♡マジカル☆ステージ) | 2016년            | 약 -분   | 45명          |

## 비디오 게임
반다이 남코 엔터테인먼트(전 반다이)가 제작한 《프리큐어》 비디오 게임들이 여러차례 제작됐다.
- 《두 사람은 프리큐어: 말도 안돼! 꿈의 동산은 대미궁》 (2004) - 게임보이 어드밴스
- 《두 사람은 프리큐어 Max Heart: 진짜? 진짜!? Fight도 괜찮잖아》 (2005) - 게임보이 어드밴스
- 《두 사람은 프리큐어 Max Heart: DANZEN! DS에서 프리큐어 힘을 합쳐 대배틀》 (2005) - 닌텐도 DS

## 프리큐어 일람
- 일부 시리즈는 한국 미방영으로 등장인물들의 한국판 이름과 한국판 성우가 없다.

| 등장 작품                                       | 변신형태        | 등장편        | 변신자 (일본명 / 국내명)   | 성우 (일본 / 한국)       | 요정 (일본명 / 국내명)                 | 요정 (일본명 / 국내명)                 | 변신 아이템 (일본명 / 국내명)                                 |
| ----------------------------------------------- | --------------- | ------------- | -------------------------- | ------------------------ | -------------------------------------- | -------------------------------------- | ------------------------------------------------------------- |
| 빛의 전사 프리큐어 두 사람은 프리큐어 Max Heart | 큐어 블랙       | 무인 1화      | 미스미 나기사 / 묵하람     | 혼다 요코 / 정미숙       | 멧플 / 메플                            | 멧플 / 메플                            | 프리큐어 카드 카드 코뮨 (무인) 하트풀 코뮨 (Max Heart부터)    |
| 빛의 전사 프리큐어 두 사람은 프리큐어 Max Heart | 큐어 화이트     | 무인 1화      | 유키시로 호노카 / 백시연   | 유카나 / 박소라          | 밋플 / 미플                            | 밋플 / 미플                            | 프리큐어 카드 카드 코뮨 (무인) 하트풀 코뮨 (Max Heart부터)    |
| 빛의 전사 프리큐어 두 사람은 프리큐어 Max Heart | 샤이니 루미너스 | Max Heart 1화 | 쿠죠 히카리 / 이예빈       | 타나카 리에 / 이용신     | 포룬 / 포롱 루룬                       | 포룬 / 포롱 루룬                       | 터치 코뮨                                                     |
| 두 사람은 프리큐어 Splash Star                  | 큐어 블룸       | 1화           | 휴가 사키 / 김소라         | 키모토 오리에 / 윤성혜   | 프라피 / 플라피 무프                   | 프라피 / 플라피 무프                   | 프리큐어 다이아 믹스 코뮨 (29화까지) 크리스탈 코뮨 (30화부터) |
| 두 사람은 프리큐어 Splash Star                  | 큐어 브라이트   | 30화          | 휴가 사키 / 김소라         | 키모토 오리에 / 윤성혜   | 프라피 / 플라피 무프                   | 프라피 / 플라피 무프                   | 프리큐어 다이아 믹스 코뮨 (29화까지) 크리스탈 코뮨 (30화부터) |
| 두 사람은 프리큐어 Splash Star                  | 큐어 이그넷     | 1화           | 미쇼 마이 / 이보라         | 에노모토 아츠코 / 정윤정 | 쵸피 / 초피 후프                       | 쵸피 / 초피 후프                       | 프리큐어 다이아 믹스 코뮨 (29화까지) 크리스탈 코뮨 (30화부터) |
| 두 사람은 프리큐어 Splash Star                  | 큐어 윈디       | 30화          | 미쇼 마이 / 이보라         | 에노모토 아츠코 / 정윤정 | 쵸피 / 초피 후프                       | 쵸피 / 초피 후프                       | 프리큐어 다이아 믹스 코뮨 (29화까지) 크리스탈 코뮨 (30화부터) |
| Yes! 프리큐어5 Yes! 프리큐어5 GoGo!             | 큐어 드림       | 5 1화         | 유메하라 노조미 / 이소망   | 산페이 유코 / 윤여진     | 코코 넛츠 밀크 (5만) 시럽 (GoGo! 부터) | 코코 넛츠 밀크 (5만) 시럽 (GoGo! 부터) | 핑키 캣츄 (5) 큐어 폰 (GoGo!부터)                             |
| Yes! 프리큐어5 Yes! 프리큐어5 GoGo!             | 큐어 루즈       | 5 2화         | 나츠키 린 / 나혜린         | 타케우치 쥰코 / 김아영   | 코코 넛츠 밀크 (5만) 시럽 (GoGo! 부터) | 코코 넛츠 밀크 (5만) 시럽 (GoGo! 부터) | 핑키 캣츄 (5) 큐어 폰 (GoGo!부터)                             |
| Yes! 프리큐어5 Yes! 프리큐어5 GoGo!             | 큐어 레모네이드 | 5 3화         | 카스가노 우라라 / 김초원   | 이세 마리야 / 이지현     | 코코 넛츠 밀크 (5만) 시럽 (GoGo! 부터) | 코코 넛츠 밀크 (5만) 시럽 (GoGo! 부터) | 핑키 캣츄 (5) 큐어 폰 (GoGo!부터)                             |
| Yes! 프리큐어5 Yes! 프리큐어5 GoGo!             | 큐어 민트       | 5 4화         | 아키모토 코마치 / 박하늘   | 나가노 아이 / 서유리     | 코코 넛츠 밀크 (5만) 시럽 (GoGo! 부터) | 코코 넛츠 밀크 (5만) 시럽 (GoGo! 부터) | 핑키 캣츄 (5) 큐어 폰 (GoGo!부터)                             |
| Yes! 프리큐어5 Yes! 프리큐어5 GoGo!             | 큐어 아쿠아     | 5 6화         | 미나즈키 카렌 / 최가영     | 마에다 아이 / 이명선     | 코코 넛츠 밀크 (5만) 시럽 (GoGo! 부터) | 코코 넛츠 밀크 (5만) 시럽 (GoGo! 부터) | 핑키 캣츄 (5) 큐어 폰 (GoGo!부터)                             |
| Yes! 프리큐어5 Yes! 프리큐어5 GoGo!             | 밀키 로즈       | GoGo! 10화    | 미미노 쿠루미 / 우유미     | 센다이 에리 / 김성연     | 코코 넛츠 밀크 (5만) 시럽 (GoGo! 부터) | 코코 넛츠 밀크 (5만) 시럽 (GoGo! 부터) | 밀키 팔레트                                                   |
| 프레시 프리큐어!                                | 큐어 피치       | 1화           | 모모조노 러브 / 박소미     | 오키 카나에 / 김서영     | 피룬 / 핑크링                          | 시퐁 타르트                            | 링크룬 / 큐어 링크링                                          |
| 프레시 프리큐어!                                | 큐어 베리       | 2화           | 아오노 미키 / 김나현       | 키타무라 에리 / 소연     | 브룬 / 블루링                          | 시퐁 타르트                            | 링크룬 / 큐어 링크링                                          |
| 프레시 프리큐어!                                | 큐어 파인       | 3화           | 야마부키 이노리 / 나소희   | 나카가와 아키코 / 조경이 | 키룬 / 옐로링                          | 시퐁 타르트                            | 링크룬 / 큐어 링크링                                          |
| 프레시 프리큐어!                                | 큐어 패션       | 23화          | 히가시 세츠나 / 유채린     | 코마츠 유카 / 이명희     | 아카룬 / 레드링                        | 시퐁 타르트                            | 링크룬 / 큐어 링크링                                          |
| 하트캐치 프리큐어!                              | 큐어 블로섬     | 1화           | 하나사키 츠보미 / 진달래   | 미즈키 나나 / 이보희     | 시프레                                 | 시프레                                 | 코코로 퍼퓸                                                   |
| 하트캐치 프리큐어!                              | 큐어 마린       | 3화           | 쿠루미 에리카 / 최바다     | 미즈사와 후미에 / 김하영 | 코프레                                 | 코프레                                 | 코코로 퍼퓸                                                   |
| 하트캐치 프리큐어!                              | 큐어 선샤인     | 23화          | 묘도인 이츠키 / 강해라     | 쿠와시마 호우코 / 김나율 | 포프리                                 | 포프리                                 | 샤이니 퍼퓸                                                   |
| 하트캐치 프리큐어!                              | 큐어 문라이트   | 33화          | 츠키카게 유리 / 문채희     | 히사카와 아야 / 김민정   | 코론                                   | 코론                                   | 코코로 포트                                                   |
| 스위트 프리큐어♪                                | 큐어 멜로디     | 1화           | 호조 히비키 / 최향기       | 코시미즈 아미 / 박선영   | 도리 미리                              | 하미                                   | 큐어 모듈레                                                   |
| 스위트 프리큐어♪                                | 큐어 리듬       | 1화           | 미나미노 카나데 / 주아윤   | 오리카사 후미코 / 전해리 | 레리 파리                              | 하미                                   | 큐어 모듈레                                                   |
| 스위트 프리큐어♪                                | 큐어 비트       | 21화          | 쿠로카와 엘렌 / 송유리     | 토요구치 메구미 / 김도영 | 라리 솔리                              | 하미                                   | 큐어 모듈레                                                   |
| 스위트 프리큐어♪                                | 큐어 뮤즈       | 35화          | 시라베 아코 / 안소희       | 오오쿠보 루미 / 이재현   | 도도리 시리                            | 하미                                   | 큐어 모듈레                                                   |
| 스마일 프리큐어!                                | 큐어 해피       | 1화           | 호시조라 미유키 / 김다솜   | 후쿠엔 미사토 / 양정화   | 캔디 팝                                | 캔디 팝                                | 스마일 팩트                                                   |
| 스마일 프리큐어!                                | 큐어 써니       | 2화           | 히노 아카네 / 홍주화       | 타노 아사미 / 윤아영     | 캔디 팝                                | 캔디 팝                                | 스마일 팩트                                                   |
| 스마일 프리큐어!                                | 큐어 피스       | 3화           | 키세 야요이 / 황보미       | 카네모토 히사코 / 김연우 | 캔디 팝                                | 캔디 팝                                | 스마일 팩트                                                   |
| 스마일 프리큐어!                                | 큐어 마치       | 4화           | 미도리카와 나오 / 채희란   | 이노우에 마리나 / 한수림 | 캔디 팝                                | 캔디 팝                                | 스마일 팩트                                                   |
| 스마일 프리큐어!                                | 큐어 뷰티       | 5화           | 아오키 레이카 / 한설희     | 니시무라 치나미 / 이지현 | 캔디 팝                                | 캔디 팝                                | 스마일 팩트                                                   |
| 두근두근! 프리큐어                              | 큐어 하트       | 1화           | 아이다 마나 / 마나         | 나바타메 히토미 / 정소영 | 샤를                                   | 샤를                                   | 러블리 코뮨 큐어 라비즈                                       |
| 두근두근! 프리큐어                              | 큐어 다이아몬드 | 3화           | 히시카와 릿카 / 루시아     | 코토부키 미나코 / 강시현 | 라켈                                   | 라켈                                   | 러블리 코뮨 큐어 라비즈                                       |
| 두근두근! 프리큐어                              | 큐어 로제타     | 4화           | 요츠바 아리스 / 앨리스     | 후치가미 마이 / 김새해   | 란스                                   | 란스                                   | 러블리 코뮨 큐어 라비즈                                       |
| 두근두근! 프리큐어                              | 큐어 소드       | 1화           | 켄자키 마코토 / 리라       | 미야모토 카나코 / 김하영 | 다비                                   | 다비                                   | 러블리 코뮨 큐어 라비즈                                       |
| 두근두근! 프리큐어                              | 큐어 에이스     | 22화          | 마도카 아구리 / 아링       | 쿠기미야 리에 / 송하림   | 아이쨩 / 아이                          | 아이쨩 / 아이                          | 러브 아이즈 팔레트 큐어 라비즈                                |
| 해피니스 차지 프리큐어!                         | 큐어 러블리     | 1화           | 아이노 메구미 / 김나연     | 나카지마 메구미 / 박지윤 | 리본                                   | 리본                                   | 프리첸 미러 프리 카드                                         |
| 해피니스 차지 프리큐어!                         | 큐어 프린세스   | 1화           | 시라유키 히메 / 정소미     | 한 메구미 / 윤미나       | 리본                                   | 리본                                   | 프리첸 미러 프리 카드                                         |
| 해피니스 차지 프리큐어!                         | 큐어 허니       | 9화           | 오모리 유코 / 배주희       | 키타가와 리나 / 장예나   | 리본                                   | 리본                                   | 프리첸 미러 프리 카드                                         |
| 해피니스 차지 프리큐어!                         | 큐어 포춘       | 1화           | 히카와 이오나 / 최유라     | 토마츠 하루카 / 김율     | 글라산 / 써니                          | 글라산 / 써니                          | 포춘 피아노 큐어 카드                                         |
| Go! 프린세스 프리큐어                           | 큐어 플로라     | 1화           | 하루노 하루카 / 한보미     | 시마무라 유우 / 여민정   | 파푸 아로마                            | 파푸 아로마                            | 프린세스 퍼퓸 드레스 업 키                                    |
| Go! 프린세스 프리큐어                           | 큐어 머메이드   | 2화           | 카이도 미나미 / 정바다     | 아사노 마스미 / 윤은서   | 파푸 아로마                            | 파푸 아로마                            | 프린세스 퍼퓸 드레스 업 키                                    |
| Go! 프린세스 프리큐어                           | 큐어 트윙클     | 4화           | 아마노가와 키라라 / 유은하 | 야마무라 히비쿠 / 유보라 | 파푸 아로마                            | 파푸 아로마                            | 프린세스 퍼퓸 드레스 업 키                                    |
| Go! 프린세스 프리큐어                           | 큐어 스칼렛     | 22화          | 아카기 토와 / 장영원       | 사와시로 미유키 / 사문영 | 파푸 아로마                            | 파푸 아로마                            | 프린세스 퍼퓸 드레스 업 키                                    |
| 마법사 프리큐어!                                | 큐어 미라클     | 1화           | 아사히나 미라이 / 선미래   | 타카하시 리에 / 한경화   | 모후룬 / 구르미 하짱 / 초록 (16~21화)  | 모후룬 / 구르미 하짱 / 초록 (16~21화)  | 모후룬 링클 스톤                                              |
| 마법사 프리큐어!                                | 큐어 매지컬     | 1화           | 이자요이 리코 / 문리아     | 호리에 유이 / 김가령     | 모후룬 / 구르미 하짱 / 초록 (16~21화)  | 모후룬 / 구르미 하짱 / 초록 (16~21화)  | 모후룬 링클 스톤                                              |
| 마법사 프리큐어!                                | 큐어 페리체     | 22화          | 하나미 코토하 / 하나미     | 하야미 사오리 / 김하루   | 모후룬 / 구르미 하짱 / 초록 (16~21화)  | 모후룬 / 구르미 하짱 / 초록 (16~21화)  | 링클 스마폰 링클 스톤                                         |
| 키라키라☆프리큐어 아라모드                      | 큐어 휩         | 1화           | 우사미 이치카 / 우사미     | 미야마 카렌 / 장미       | 페코링                                 | 페코링                                 | 스윗츠 팩트 애니멀 스윗츠                                     |
| 키라키라☆프리큐어 아라모드                      | 큐어 커스터드   | 2화           | 아리스가와 히마리 / 미정   | 후쿠하라 하루카 / 미정   | 페코링                                 | 페코링                                 | 스윗츠 팩트 애니멀 스윗츠                                     |
| 키라키라☆프리큐어 아라모드                      | 큐어 젤라토     | 3화           | 타테가미 아오이 / 미정     | 무라나카 토모 / 미정     | 페코링                                 | 페코링                                 | 스윗츠 팩트 애니멀 스윗츠                                     |
| 키라키라☆프리큐어 아라모드                      | 큐어 마카롱     | 5화           | 고토츠메 유카리 / 미정     | 후지타 사키 / 미정       | 페코링                                 | 페코링                                 | 스윗츠 팩트 애니멀 스윗츠                                     |
| 키라키라☆프리큐어 아라모드                      | 큐어 쇼콜라     | 6화           | 켄죠우 아키라 / 미정       | 모리 나나코 / 미정       | 페코링                                 | 페코링                                 | 스윗츠 팩트 애니멀 스윗츠                                     |
| 키라키라☆프리큐어 아라모드                      | 큐어 파르페     | 23화          | 키라보시 시엘 / 미정       | 미나세 이노리 / 미정     | 페코링                                 | 페코링                                 | 스윗츠 팩트 애니멀 스윗츠                                     |
| 허긋토! 프리큐어                                | 큐어 옐         | 1화           | 노노 하나 / 미정           | 히키사카 리에 / 미정     | 허그탄 해리햄 해리                     | 허그탄 해리햄 해리                     | 프리 팩트 미라이 크리스탈                                     |
| 허긋토! 프리큐어                                | 큐어 앙주       | 2화           | 야쿠시지 사아야 / 미정     | 혼이즈미 리나 / 미정     | 허그탄 해리햄 해리                     | 허그탄 해리햄 해리                     | 프리 팩트 미라이 크리스탈                                     |
| 허긋토! 프리큐어                                | 큐어 에투알     | 5화           | 카가야키 호마레 / 미정     | 오구라 유이 / 미정       | 허그탄 해리햄 해리                     | 허그탄 해리햄 해리                     | 프리 팩트 미라이 크리스탈                                     |
| 허긋토! 프리큐어                                | 큐어 마셰리     | 20화          | 아이사키 에미루 / 미정     | 타무라 나오 / 미정       | 허그탄 해리햄 해리                     | 허그탄 해리햄 해리                     | 프리 팩트 미라이 크리스탈                                     |
| 허긋토! 프리큐어                                | 큐어 아무르     | 20화          | 루루 아무르 / 미정         | 타무라 유카리 / 미정     | 허그탄 해리햄 해리                     | 허그탄 해리햄 해리                     | 프리 팩트 미라이 크리스탈                                     |
| 스타☆트윙클 프리큐어                            | 큐어 스타       | 1화           | 호시나 히카루 / 미정       | 나루세 에이미 / 미정     | 후와 후룬스                            | 후와 후룬스                            | 스타 컬러 펜던트 스타 컬러 펜                                 |
| 스타☆트윙클 프리큐어                            | 큐어 밀키       | 2화           | 하고로모 라라 / 미정       | 코하라 코노미 / 미정     | 후와 후룬스                            | 후와 후룬스                            | 스타 컬러 펜던트 스타 컬러 펜                                 |
| 스타☆트윙클 프리큐어                            | 큐어 솔레유     | 4화           | 아마미야 에레나 / 미정     | 야스노 키요노 / 미정     | 후와 후룬스                            | 후와 후룬스                            | 스타 컬러 펜던트 스타 컬러 펜                                 |
| 스타☆트윙클 프리큐어                            | 큐어 셀레네     | 5화           | 카구야 마도카 / 미정       | 코마츠 미카코 / 미정     | 후와 후룬스                            | 후와 후룬스                            | 스타 컬러 펜던트 스타 컬러 펜                                 |
| 스타☆트윙클 프리큐어                            | 큐어 코스모     | 15화          | 유니 / 미정                | 우에사카 스미레 / 미정   | 후와 후룬스                            | 후와 후룬스                            | 스타 컬러 펜던트 스타 컬러 펜                                 |
| 힐링굿♡프리큐어                                 | 큐어 그레이스   | 1화           | 하나데라 노도카 / 미정     | 유우키 아오이 / 미정     | 라비린                                 | 라비린                                 | 힐링 스틱 엘리멘트 보틀                                       |
| 힐링굿♡프리큐어                                 | 큐어 퐁텐       | 3화           | 사와이즈미 치유 / 미정     | 요리타 나츠 / 미정       | 페기땅                                 | 페기땅                                 | 힐링 스틱 엘리멘트 보틀                                       |
| 힐링굿♡프리큐어                                 | 큐어 스파클     | 4화           | 히라미츠 히나타 / 미정     | 코노 히요리 / 미정       | 냐토랑                                 | 냐토랑                                 | 힐링 스틱 엘리멘트 보틀                                       |
| 힐링굿♡프리큐어                                 | 큐어 어스       | 19화          | 후우린 아스미 / 미정       | 미모리 스즈코 / 미정     | 라떼                                   | 라떼                                   | 어스 윈디 하프 엘리멘트 보틀                                  |
| 트로피컬 루즈! 프리큐어                         | 큐어 서머       | 1화           | 나츠우미 마나츠 / 한여름   | 파이루즈 아이 / 장경희   | 쿠루룬 / 쿠루룽                        | 쿠루룬 / 쿠루룽                        | 트로피컬 팩트                                                 |
| 트로피컬 루즈! 프리큐어                         | 큐어 코랄       | 3화           | 스즈무라 산고 / 남수정     | 하나모리 유미리 / 김연우 | 쿠루룬 / 쿠루룽                        | 쿠루룬 / 쿠루룽                        | 트로피컬 팩트                                                 |
| 트로피컬 루즈! 프리큐어                         | 큐어 파파야     | 4화           | 이치노세 미노리 / 노열매   | 이시카와 유이 / 김채린   | 쿠루룬 / 쿠루룽                        | 쿠루룬 / 쿠루룽                        | 트로피컬 팩트                                                 |
| 트로피컬 루즈! 프리큐어                         | 큐어 플라밍고   | 5화           | 타키자와 아스카 / 홍나래   | 세토 아사미 / 김보민     | 쿠루룬 / 쿠루룽                        | 쿠루룬 / 쿠루룽                        | 트로피컬 팩트                                                 |
| 트로피컬 루즈! 프리큐어                         | 큐어 라메르     | 1화           | 로라 / 로라                | 히다카 리나 / 이유리     | 쿠루룬 / 쿠루룽                        | 쿠루룬 / 쿠루룽                        | 머메이드 아쿠아 팩트                                          |
| 딜리셔스 파티♡프리큐어                          | 큐어 프레셔스   | 1화           | 나고미 유이 / 미정         | 히시카와 하나 / 미정     | 코메코메                               | 코메코메                               | 코메코메                                                      |
| 딜리셔스 파티♡프리큐어                          | 큐어 스파이시   | 4화           | 후와 코코네 / 미정         | 시미즈 리사 / 미정       | 팜팜                                   | 팜팜                                   | 팜팜                                                          |
| 딜리셔스 파티♡프리큐어                          | 큐어 얌얌       | 7화           | 하나미치 란 / 미정         | 이구치 유카 / 미정       | 멤멤                                   | 멤멤                                   | 멤멤                                                          |
| 딜리셔스 파티♡프리큐어                          | 큐어 피날레     | 5화           | 카사이 아마네 / 미정       | 카야노 아이 / 미정       | -                                      | -                                      | 하트 후르츠 펜던트                                            |
| 펼쳐지는 스카이! 프리큐어                       | 큐어 스카이     | 1화           | 소라 하레와타루 / 미정     | 세키네 아키라 / 미정     | 엘짱                                   | 엘짱                                   | 스카이 미라쥬 스카이톤                                        |
| 펼쳐지는 스카이! 프리큐어                       | 큐어 프리즘     | 1화           | 니지가오카 마시로 / 미정   | 카쿠마 아이 / 미정       | 엘짱                                   | 엘짱                                   | 스카이 미라쥬 스카이톤                                        |
| 펼쳐지는 스카이! 프리큐어                       | 큐어 윙         | 2화           | 유우나기 츠바사 / 미정     | 무라세 아유무 / 미정     | 엘짱                                   | 엘짱                                   | 스카이 미라쥬 스카이톤                                        |
| 펼쳐지는 스카이! 프리큐어                       | 큐어 버터플라이 | 4화           | 히지리 아게하 / 미정       | 나나세 아야카 / 미정     | 엘짱                                   | 엘짱                                   | 스카이 미라쥬 스카이톤                                        |
| 펼쳐지는 스카이! 프리큐어                       | 큐어 마제스티   | 32화          | 엘짱 / 미정                | 코가 아오이 / 미정       | 엘짱                                   | 엘짱                                   | 스카이 미라쥬 스카이톤                                        |
| 원더풀 프리큐어!                                | 큐어 원더풀     | 1화           | 이누카이 코무기 / 강보리   | 나가나와 마리아 / 박시윤 | 니코 메에메에                          | 니코 메에메에                          | 원더풀 팩트                                                   |
| 원더풀 프리큐어!                                | 큐어 프렌디     | 1화           | 이누카이 이로하 / 강로하   | 타네자키 아츠미 / 채림   | 니코 메에메에                          | 니코 메에메에                          | 원더풀 팩트                                                   |
| 원더풀 프리큐어!                                | 큐어 냐미       | 1화           | 네코야시키 유키 / 고겨울   | 마츠다 사츠미 / 유영     | 니코 메에메에                          | 니코 메에메에                          | 샤이니 캣츠 팩트                                              |
| 원더풀 프리큐어!                                | 큐어 릴리안     | 1화           | 네코야시키 마유 / 고미유   | 우에다 레이나 / 김예령   | 니코 메에메에                          | 니코 메에메에                          | 샤이니 캣츠 팩트                                              |
| 너와 아이돌 프리큐어♪                           | 큐어 아이돌     | 1화           | 사쿠라 우타 / 미정         | 마츠오카 미사토 / 미정   | 프리룬 메로론 타나칸                   | 프리룬 메로론 타나칸                   | 아이돌 하트 브로치                                            |
| 너와 아이돌 프리큐어♪                           | 큐어 윙크       | 2화           | 아오카제 나나 / 미정       | 타카하시 미나미 / 미정   | 프리룬 메로론 타나칸                   | 프리룬 메로론 타나칸                   | 아이돌 하트 브로치                                            |
| 너와 아이돌 프리큐어♪                           | 큐어 큥큥       | 2화           | 시구레 코코로 / 미정       | 타카모리 나츠미 / 미정   | 프리룬 메로론 타나칸                   | 프리룬 메로론 타나칸                   | 아이돌 하트 브로치                                            |
| 너와 아이돌 프리큐어♪                           | 큐어 즈큥       | 17화          | 프리룬 / 미정              | 난죠 요시노 / 미정       | 프리룬 메로론 타나칸                   | 프리룬 메로론 타나칸                   | 키라키라 쇼타임 마이크 하트 키라리 록                         |
| 너와 아이돌 프리큐어♪                           | 큐어 키스       | 17화          | 메로론 / 미정              | 하나이 미하루 / 미정     | 프리룬 메로론 타나칸                   | 프리룬 메로론 타나칸                   | 키라키라 쇼타임 마이크 하트 키라리 록                         |

## 프리큐어 요정 일람
프리큐어 시리즈마다 등장하는 요정들로 1대작인 빛의 전사 프리큐어부터 시작하여 대대로 이어지고 있다. 이들은 프리큐어들이 변신하는데 있어서 기여를 하는 존재들로 Yes! 프리큐어5부터는 요정이 인간으로 변신하게 되는 설정이 생기면서 일부 프리큐어 시리즈에서도 요정이 인간으로 변신하여 프리큐어들의 일상에 있어서 도움을 주거나 새로운 내용을 써내기도 하였다. 요정 대부분이 인간의 언어를 사용할 수 있으며 프리큐어들과도 소통이 가능하고 실제로는 성우들도 출연하고 있다. 이들 대부분이 말끝마다 어미를 붙이는 것이 특징이다. 유일하게 프레시 프리큐어!의 타르트는 일본 관서지방 방언(한국판에서는 동남 방언)을 사용하며 다른 요정들과는 달리 말끝에 어미를 붙이지 않는다.
이들 역시 프리큐어 올스타즈와 스타즈 시리즈에서 프리큐어들과 함께 출연하게 되는데 프레시 프리큐어!에 나오는 피크룬, 하트캐치 프리큐어!에 나오는 코론과 콥페는 올스타즈에 출연하지 않는다.
※. 일본판 / 한국판 順
※. 사망 및 절명(絶命)한 요정은 기울임 표시.
| 프리큐어 시리즈                                 | 요정                                                                                  | 성우 | 프리큐어 |
| ----------------------------------------------- | ------------------------------------------------------------------------------------- | --- | --- |
| 빛의 전사 프리큐어 두 사람은 프리큐어 Max Heart | 메플 / 멧플 미플 / 밋플 포룬 / 포롱 루룬                                              | 세키 토모카즈 / 강수진 야지마 아키코 / 채의진 이케자와 하루나 / 이영란 타니이 아스카 / 장경희                                             | 미스미 나기사 / 묵하람 유키시로 호노카 / 백시연 쿠죠 히카리 / 이예빈                                                                              |
| 두 사람은 프리큐어 Splash Star                  | 프라피 / 플라피 쵸피 / 초피 무프 후프                                                 | 야마구치 캇페이 / 이상헌 마츠키 미유 / 윤현정 후치자키 유리코 / 한신정 오카무라 아케미 / 한채언                                           | 휴가 사키 / 김소라 미쇼 마이 / 이보라 |
| Yes! 프리큐어5 Yes! 프리큐어5 GoGo!             | 코코 너츠 밀크(미미노 쿠루미 / 유우미) 시럽                                           | 쿠사오 타케시 / 박서진 이리노 미유 / 임경명 센다이 에리 / 김성연 박로미 / 최하나                                                          | 유메하라 노조미 / 이소망 나츠키 린 / 나혜린 카스가노 우라라 / 김초원 아키모토 코마치 / 박하늘 미나즈키 카렌 / 최가영                              |
| 프레시 프리큐어!                                | 타르트 / 타르토 시폰 / 쉬퐁 피룬 / 핑크링 브룬 / 블루링 키룬 / 옐로링 아카룬 / 레드링 | 마츠노 타이키 / 임경명 코오로기 사토미 / 이재현 오키 카나에 / 김하영 키타무라 에리 / 김연아 나카가와 아키코 / 이보희 코마츠 유카 / 김나율 | 모모조노 러브 / 박소미 아오노 미키 / 김나현 야마부키 이노리 / 나소희 히가시 세츠나 / 유채린                                                       |
| 하트캐치 프리큐어!                              | 시프레 코프레 포프리 코론 / 코롱 콥페                                                 | 카와타 타에코 / 이지현 쿠마이 모토코 / 이경태 키쿠치 코코로 / 조경이 이시다 아키라 / 이동훈 호리우치 켄유 / 심규혁                        | 하나사키 츠보미 / 진달래 쿠루미 에리카 / 최바다 묘도인 이츠키 / 강해라 츠키카게 유리 / 문채희                                                     |
| 스위트 프리큐어♪                                | 하미 페어리 톤(도리, 레리, 미리, 파리, 솔리, 라리, 시리, 도도리) 크레센도 톤          | 미츠이시 코토노 / 채민지 쿠도 마유 / 이유리 니시하라 쿠미코 / 이유리                                                                      | 호조 히비키 / 최향기 미나미노 카나데 / 주아윤 쿠로카와 엘렌 / 송유리 시라베 아코 / 안소희                                                         |
| 스마일 프리큐어!                                | 캔디 팝                                                                               | 오타니 이쿠에 / 문유정 사카구치 다이스케 / 김혜성                                                                                         | 호시조라 미유키 / 김다솜 히노 아카네 / 홍주화 키세 야요이 / 황보미 미도리카와 나오 / 채희란 아오키 레이카 / 한설희                                |
| 두근두근! 프리큐어                              | 샤를 라켈 란스 다비 아이짱 / 아이                                                     | 니시하라 쿠미코 / 이새아 테라사키 유카 / 곽규미 오오하시 아야카 / 윤은서 우치야마 유미 / 장예나 이마이 유카 / 장미                        | 아이다 마나 / 마나 히시카와 릿카 / 루시아 요츠바 아리스 / 앨리스 켄자키 마코토 / 리라 마도카 아구리 / 아링                                        |
| 해피니스 차지 프리큐어!                         | 리본 글라산 / 써니                                                                    | 마츠이 나오코 / 강은애 코보리 미유키 / 윤은서                                                                                             | 아이노 메구미 / 김나연 시라유키 히메 / 정소미 오모리 유코 / 배주희 히카와 이오나 / 최유라                                                         |
| Go! 프린세스 프리큐어                           | 파후 / 퍼프 아로마                                                                    | 토야마 나오 / 손선영 코키도 시호 / 김보나                                                                                                 | 하루노 하루카 / 한보미 카이도 미나미 / 정바다 아마노가와 키라라 / 유은하 아카기 토와 / 장영원                                                     |
| 마법사 프리큐어!                                | 모후룬 / 구르미 하짱 / 초록(하나미 코토하 / 하나미)                                   | 사이토 아야카 / 김예림 하야미 사오리 / 김하루                                                                                             | 아사히나 미라이 / 선미래 이자요이 리코 / 문리아                                                                                                   |
| 키라키라☆프리큐어 아라모드                      | 페코링                                                                                | 카나이 미카 / 미정 | 우사미 이치카 / 우사미 아리스가와 히마리 / 전다숙 타테가미 아오이 / 민초림 고토츠메 유카리 / 김원미 켄죠우 아키라 / 백장원 키라보시 시엘 / 신기설 |
| 허긋토! 프리큐어                                | 허그땅 해리햄 해리                                                                    | 타다 코노미 / 미정 노다 준코(햄스터 모습) / 미정, 후쿠야마 준(인간 모습) / 미정                                                           | 노노 하나 / 미정 야쿠시지 사아야 / 미정 카가야키 호마레 / 미정 아이사키 에미루 / 미정 루루 아무르 / 미정                                          |
| 스타☆트윙클 프리큐어                            | 후와 프룬스                                                                           | 키노 히나 / 미정 요시노 히로유키 / 미정                                                                                                   | 호시나 히카루 / 미정 하고로모 라라 / 미정 아마미야 에레나 / 미정 카구야 마도카 / 미정 유니 / 미정                                                 |
| 힐링굿♡프리큐어                                 | 라비린 페기땅 냐토랑 라떼                                                             | 카쿠마 아이 / 미정 타케다 하나 / 미정 카네다 아키 / 미정 시라이시 하루카 / 미정                                                           | 하나데라 노도카 / 미정 사와이즈미 치유 / 미정 히라미츠 히나타 / 미정 후우린 아스미 / 미정                                                         |
| 트로피컬 루즈! 프리큐어                         | 쿠루룬 / 쿠루룽                                                                       | 타나카 아이미 / 성예원 | 나츠우미 마나츠 / 한여름 스즈무라 산고 / 남수정 이치노세 미노리 / 노열매 타키자와 아스카 / 홍나래 로라 / 로라                                     |
| 딜리셔스 파티♡프리큐어                          | 코메코메 팜팜 멤멤                                                                    | 타카모리 나츠미 / 미정 히오카 나츠미 / 미정 한바 토모에 / 미정                                                                            | 나고미 유이 / 미정 후와 코코네 / 미정 하나미치 란 / 미정 카사이 아마네 / 미정                                                                     |
| 펼쳐지는 스카이! 프리큐어                       | 엘짱 / 미정                                                                           | 코가 아오이 / 미정 | 소라 하레와타루 / 미정 니지가오카 마시로 / 미정 유우나기 츠바사 / 미정 히지리 아게하 / 미정                                                       |
| 원더풀 프리큐어!                                | 니코 / 빵긋 메에메에 / 메메                                                           | 우에다 카나 / 미정 타치바나 신노스케 / 이승행                                                                                             | 이누카이 코무기 / 강보리 이누카이 이로하 / 강로하 네코야시키 유키 / 고겨울 네코야시키 마유 / 고미유                                               |
| 너와 아이돌 프리큐어♪                           | 프리룬 / 미정 메로론 / 미정 타나칸 / 미정                                             | 난죠 요시노 / 미정 하나이 미하루 / 미정 스와베 쥰이치 / 미정                                                                              | 사쿠라 우타 / 미정 아오카제 나나 / 미정 시구레 코코로 / 미정                                                                                      |

## 악의 조직 일람
프리큐어 시리즈마다 악의 조직을 이끌고 마수를 뻗치며 프리큐어들과 적대관계를 맺고있는 캐릭터들이다. 이들 수령 캐릭터들은 극장판 올스타즈 모두 함께 노래하다 기적의 마법에서도 등장하여 다른 프리큐어 시리즈에 등장하였던 캐릭터들도 공격하였다.
대부분이 성격상 사악하고 강포한 면이 많고 관용이 없는 경우가 많으며 수령답게 막강한 괴력과 괴술을 부리기도 하면서 프리큐어들에 대해서도 그들을 소탕하고 궤멸하기 위해 부하들을 보내거나 최종적으로는 자신이 직접 나선다.
이들 중 일부는 명목상 꼭두각시 캐릭터를 통해서 대역이나 조종을 하였다가 마지막에 가서야 본격적으로 수령의 본모습을 드러내거나 일찍이 수령으로서 프리큐어들을 소탕하고 궤멸하기 위해 마수를 뻗치기도 하였다.
일부 수령들 중에는 프리큐어의 가족이나 친구 등을 납치하여 꼭두각시로 세뇌시켜 조종하여 프리큐어들과 싸우게 하거나 다크 프리큐어를 만들어내어서 프리큐어들끼리 싸우게 하였다.
조직원들 대부분이 수령의 명령을 절대적으로 따르고 있으며 수령을 대신하여 프리큐어들을 소탕 및 궤멸하는 목적으로 싸우고있고 일부는 개과천선하여 프리큐어 편으로 들어가거나 드물게는 그들을 도와주기도 한다.
일부 조직원들이 프리큐어들의 정체를 알고 있으며 경우에 따라 그들이 변신할 때까지 기다려주는 태도도 가지고 있고 경우에 따라 프리큐어가 첫 변신을 할 때부터 지켜본 이들도 있다. 대개는 변신 전의 모습으로 있어도 바로 공격태세에 돌입한다.
이들 조직원 중 일부는 악의 조직을 탈퇴하고 프리큐어로 전향하여 한때 적으로 있었던 프리큐어들과 함께 자신들이 한때 몸담았던 조직이나 자신이 따랐던 수령과 신분을 바꿔서 맞서 싸우게 되었다.
※. 일본판 / 한국판 順
※. 원래 악의 조직 출신이었다가 프리큐어로 갱생 및 전향한 캐릭터는 굵은 글씨 표시.
※. 악의 조직에 의해서 가족이나 친구 등을 잃었거나 납치가 되어서 원수가 된 캐릭터는 밑줄 표시.
※. 악의 조직에 몸담았다가 중간에 탈퇴한 조직원은 취소선 표시.
| 조직명                    | 수령                                                           | 성우                                                                                        | 조직원 | 성우 | 등장 프리큐어 시리즈                  | 적대관계(프리큐어) |
| ------------------------- | -------------------------------------------------------------- | ------------------------------------------------------------------------------------------- | --- | --- | ------------------------------------- | --- |
| 도츠쿠존 / 데빌존         | 자아쿠킹 / 데블킹                                              | 오노 켄이치 / 안종덕(빛의 전사 프리큐어), 현경수(Max Heart)                                 | 피사드 / 비자드 게키드라고 / 드라고 포이즈니 키리야 이루쿠보 / 이루크 주나 레기네 벨제이 거트루드 / 베르제이 서큐러스 우라가노스 비브리스 발데스(=자아쿠킹(데블킹))                                   | 타카하시 히로키 / 김승준 이시이 코지 / 방성준 우란 사키코 / 김희선 키우치 레이코 / 조현정 후타마타 잇세이 / 안종덕 마츠모토 야스노리 / 원호섭 후카미 리카 / 채의진 니시무라 토모미치 / 강수진 비후 사토시 / 류승곤 타카기 와타루 / 김두희 코바야시 아이 / 김희선 오노 켄이치 / 현경수                                 | 빛의 전사 프리큐어 프리큐어 Max Heart | 미스미 나기사 / 묵하람 유키시로 호노카 / 백시연 쿠죠 히카리 / 이예빈                                                                        |
| 다크폴                    | 아쿠다이칸 / 다크킹(명목상) 고얀(사실상)                       | 고다이 타카유키 / 심승한 모리카와 토시유키 / 김광국                                         | 카레한 모에룸바 / 파이어룸바 도로도론 미즈 시타라레 / 워터타레 킨토레스키 / 골든스키 키류 미치루 / 박슬기 키류 카오루 / 박아름                                                                        | 치바 잇신 / 위훈 난바 케이이치 / 정우석 이와타 미츠오 / 임진응 마츠이 나오코 / 임주현 코스기 쥬로타 / 이봉준 후치자키 유리코 / 유지원 이마이 유카 → 오카무라 아케미 / 김혜주 | 프리큐어 Splash Star                  | 휴가 사키 / 김소라 미쇼 마이 / 이보라 |
| 나이트메어 이터널         | 데스 파라이아 / 데스 퍼라이어 관장                             | 스기야마 카즈코 / 차명화 치바 시게루 / 이장원                                               | 카와리노 / 데빌리노 블러디 하데냐 / 하데니아 분비 / 붐비 기린마 가마오 / 가마구리 아라크네아 아나콘디 스콜프 네바타코스 / 무너발스 시비렛타 / 꼬깔망구 이소긴 / 멀대, 야도칸 / 넙대 무카디아 / 간지네 | 유키 히로 / 이규석 마루야마 에이지 / 김정호 코미야 카즈에 / 최문자 타카기 와타루 / 박영재 하야마 노부유키 / 서원석 스야마 아키오 / 최낙윤 소우미 료코 / 이명희 야마가타 카오리 / 이미나 코야스 타케히토 / 김영찬 시마다 빈 / 최낙윤 스즈키 레이코 / 손정아 쵸 / 서원석, 노무라 켄지 / 심정민 오키아유 료타로 / 정재헌 | YES! 프리큐어5 YES! 프리큐어5 GoGo!   | 유메하라 노조미 / 이소망 나츠키 린 / 나혜린 카스가노 우라라 / 김초원 아키모토 코마치 / 박하늘 미나즈키 카렌 / 최가영 미미노 쿠루미 / 우유미 |
| 라비린스                  | 뫼비우스                                                       | 니시무라 토모미치 / 심정민                                                                  | 노저 / 노사 클라인 웨스터 사우러 / 소울러 이스 | 와타나베 미사 / 최문자 히와타리 코우지 / 고구인 마츠모토 야스노리 / 이재범 스즈무라 켄이치 / 심규혁 코마츠 유카 / 이명희 | 프레시 프리큐어!                      | 모모조노 러브 / 박소미 아오노 미키 / 김나현 야마부키 이노리 / 나소희 히가시 세츠나 / 유채린                                                 |
| 사막의 사도               | 듄                                                             | 미도리카와 히카루 / 김디도                                                                  | 사바쿠 박사 / 사마크 박사 다크 프리큐어 사소리나 / 스콜피오나 쿠모자키 / 거미재키 코브라자 / 코브라노                                                                                                 | 쿠스노키 타이텐 / 고구인 타카야마 미나미 / 이지현 타카노 우라라 / 이명희 타케모토 에이지 / 이재범 노지마 히로후미 / 심규혁 | 하트캐치 프리큐어!                    | 하나사키 츠보미 / 진달래 쿠루미 에리카 / 최바다 묘도인 이츠키 / 강해라 츠키카게 유리 / 문채희                                               |
| 마이너 랜드               | 메피스토 / 메피스트(명목상) 노이즈(사실상)                     | 호리우치 켄유 / 안장혁 나카오 류세이 / 김혜성                                               | 세이렌 바스도라 / 베이스드럼 바리톤 팔세토 | 토요구치 메구미 / 김도영 오노 아츠시 / 안효민 오오바야시 요헤이 / 이현 나라 토오루 / 신경선 | 스위트 프리큐어♪                      | 호조 히비키 / 최향기 미나미노 카나데 / 주아윤 쿠로카와 엘렌 / 송유리 시라베 아코 / 안소희                                                   |
| 베드엔드 왕국             | 피에로                                                         | 겐다 텟쇼 / 최낙윤                                                                          | 조커 울프룬 아카오니 / 붉은 도깨비 마조리나 베드엔드 프리큐어 | 미츠야 유지 / 이철용 시무라 토모유키 / 양석정 이와사키 히로 / 안효민 토미가나 미나 / 김옥경 프리큐어 성우 5인과 동일 (1인 2역) | 스마일 프리큐어!                      | 호시조라 미유키 / 김다솜 히노 아카네 / 홍주화 키세 야요이 / 황보미 미도리카와 나오 / 채희란 아오키 레이카 / 한설희                          |
| 지코츄                    | 킹 지코츄(명목상) 프로토 지코츄(사실상)                        | 오오즈카 호우츄 / 민응식 이와사키 마사미 / 이기성                                           | 레지나 이라 마모 베르 / 벨 리바 굴라 / 글러 | 와타나베 쿠미코 / 은정 타나카 마유미 / 김연우 타나카 아츠코 / 이재현 야마지 카즈히로 / 신경선 토비타 노부오 / 박요한 아마다 야스오 / 김민주 | 두근두근! 프리큐어                    | 아이다 마나 / 마나 히시카와 릿카 / 루시아 요츠바 아리스 / 앨리스 켄자키 마코토 / 리라 마도카 아구리 / 아링                                  |
| 환영제국                  | 퀸 미라주(명목상) 레드(사실상)                                 | 코우다 마리코 / 전숙경 이노우에 카즈히코 / 장민혁                                           | 팬텀 나마케루다 / 나마게르타 홋시와 / 호슈아 오레스키 / 오린스키 | 노지마 히로후미 / 남도형 카나오 테츠오 / 박성영 오카무라 아케미 / 이다은 코야스 타케히토 / 이현 | 해피니스 차지 프리큐어!               | 아이노 메구미 / 김나연 시라유키 히메 / 정소미 오모리 유코 / 배주희 히카와 이오나 / 최유라                                                   |
| 디스다크                  | 디스피아                                                       | 사사키바라 요시코 / 조진숙                                                                  | 트와일라잇 클로즈 셧 록 / 락 스톱, 프리즈 | 사와시로 미유키 / 사문영 마도나 마츠아키 / 정의한 히노 사토시 / 김진홍 카이다 유키 / 곽규미 이자와 사오리 / 김예림, 이토 미야코 / 김윤채 | Go! 프린세스 프리큐어                 | 하루노 하루카 / 한보미 카이도 미나미 / 정바다 아마노가와 키라라 / 유은하 아카기 토와 / 장영원                                               |
| 어둠의 마법사 끝없는 혼돈 | 도쿠로쿠시 / 스켈레토시 데우스 마스트                          | 아키모토 요스케 / 문관일 없음                                                               | 야모 / 게코 배티 스파르다 가메츠 / 토터즈 라부 샤킨스 베니교 오루바 치크룬 | 타카토 야스히로 / 김민주 유사 코지 / 김지율 코바야시 유우 / 비주언 나카타 죠지 / 최현수 타츠타 나오키 / 정의택 하야미 쇼 / 장서화 이노우에 키쿠코 / 김현지 스기야마 노리야키 / 임채빈 니-코 / 손선영 | 마법사 프리큐어!                      | 아사히나 미라이 / 선미래 이자요이 리코 / 문리아 하나미 코토하 / 하나미                                                                      |
| 키라키라루를 빼앗는 존재  | 누아르(명목상) 엘리시오(사실상)                                | 시오야 요쿠 / 미정 히라카와 다이스케 / 미정                                                 | 비브리 그레이브 줄리오 | 치바 치에미 / 미정 에가와 히사오 / 미정 미나가와 준코 / 미정 | 키라키라☆프리큐어 아라모드            | 우사미 이치카 / 우사미 아리스가와 히마리 / 미정 타테가미 아오이 / 미정 고토츠메 유카리 / 미정 켄죠우 아키라 / 미정 키라보시 시엘 / 미정     |
| 크라이아스 사             | 프레지던트 크라이 조지 크라이                                  | 모리타 준페이 / 미정                                                                        | 리스톨 다이간 파푸루 차라리토 루루 닥터 트라움 제로스 비신 진진, 타쿠미 | 미키 신이치로 / 미정 마치다 마사노리 / 미정 오하라 사야카 / 미정 오치아이 후쿠시 / 미정 타무라 유카리 / 미정 하시 타카야 / 미정 카이다 유코 / 미정 아라이 사토미 / 미정 코지마 요시오 / 미정 , 야마다 루이 / 미정 | 허긋토! 프리큐어                      | 노노 하나 / 미정 야쿠시지 사아야 / 미정 카가야키 호마레 / 미정 아이사키 에미루 / 미정 루루 아무르 / 미정                                    |
| 노트레이더                | 다크네스트(뱀주인자리의 스타 프린세스)                         | 소노자키 미에 / 미정                                                                        | 가루오거 캇파드 텐조 아이원 바케냥 | 츠루오카 사토시 / 미정 호소야 요시마사 / 미정 엔도 아야 / 미정 무라카와 리에 / 미정 우에다 료우지 / 미정 | 스타☆트윙클 프리큐어                  | 호시나 히카루 / 미정 하고로모 라라 / 미정 아마미야 에레나 / 미정 카구야 마도카 / 미정 유니 / 미정                                           |
| 뵤겐즈                    | 킹 뵤겐                                                        | 고우다 호즈미 / 미정                                                                        | 다루이젠 신도이네 구아이와루 바테테모다 네부소쿠 케다리 | 타무라 무츠미 / 미정 이토 시즈카 / 미정 야스모토 히로키 / 미정 호시 소이치로 / 미정 타케우치 에이지 / 미정 와타나베 아케노 / 미정 | 힐링굿♡프리큐어                       | 하나데라 노도카 / 미정 사와이즈미 치유 / 미정 히라미츠 히나타 / 미정 후우린 아스미 / 미정                                                   |
| 미루기 마녀 일당          | 미루기 마녀(명목상) 버틀러 (사실상)                            | 이가라시 레이 / 박경혜 코마츠 후미노리 / 임채빈                                             | 촌기레 / 싹둑싹둑 누메리 / 미끄덩 엘다 / 엘더 | 시로쿠마 히로시 / 정의택 와타나베 아케노 / 이은조 타카가키 아야히 / 신나리 | 트로피컬 루즈! 프리큐어               | 나츠우미 마나츠 / 한여름 스즈무라 산고 / 남수정 이치노세 미노리 / 노열매 타키자와 아스카 / 홍나래 로라 / 로라                               |
| 괴도 분돌단               | 고다츠(펜넬)                                                   | 미카미 사토시 / 미정                                                                        | 젠틀 / 미정 세크레토르 / 미정 나르시스토르 / 미정 스피릿토르/미정 | 카야노 아이 / 미정 키노시타 사야카 / 미정 사카구치 슈헤이 / 미정 카누카 미츠아키 / 미정 | 딜리셔스 파티♡프리큐어                | 나고미 유이 / 미정 후와 코코네 / 미정 하나미치 란 / 미정 카사이 아마네 / 미정                                                               |
| 언더그 제국               | 카이저 언더그(선대) 카이저린 언더그(명목상) 스키어헤드(사실상) | 타케토라 / 미정 혼다 타카코 / 미정, 우치다 마아야 / 미정 (어린 시절) 미야모토 미츠루 / 미정 | 카바톤 / 미정 밧타몬다 / 미정 미노톤 / 미정 | 마미야 야스히로 / 미정 KENN / 미정 사카이 케이코우 / 미정 | 펼쳐지는 스카이! 프리큐어             | 소라 하레와타루 / 미정 니지가오카 마시로 / 미정 유우나기 츠바사 / 미정 히지리 아게하 / 미정 엘짱 / 미정                                     |
| 가오우 군단               | 가오우                                                         | 오오츠카 타케오 / 미정                                                                      | 자쿠로 / 미정 토라메 / 미정 | 나카하라 마이 / 미정 마츠이 에리코 / 미정 | 원더풀 프리큐어!                      | 이누카이 코무기 / 강보리 이누카이 이로하 / 강로하 네코야시키 유키 / 고겨울 네코야시키 마유 / 고미유                                         |
| 춋키리단                  | 다크이네                                                       | 미정 / 미정                                                                                 | 춋키리느 / 미정 잣쿠리 / 미정 커티 / 미정 | 야하기 사유리 / 미정 사토 세츠지 / 미정 야마다 히로키 / 미정 | 너와 아이돌 프리큐어♪                 | 사쿠라 우타 / 미정 아오카제 나나 / 미정 시구레 코코로 / 미정 프리룬 / 미정 메로론 / 미정                                                    |

## 극장판 악의 조직
프리큐어 시리즈 극장판에서만 나오는 악의 조직 수령들로 TV판에서 나오는 악의 조직 수령들과 마찬가지로 프리큐어들을 소탕하고 궤멸하려는 역할을 하고있다.
빛의 전사 프리큐어는 원래 극장판이 없기 때문에 유일하게 극장판에서만 등장하는 악의 조직이나 수령이 없다.
일부 수령 중에서는 TV판에서 조직원으로 있다가 극장판에서 수령으로 나오는 경우가 있으며 극장판에서만 등장하는 수령도 있다.
대한민국에서는 유일하게 Yes! 프리큐어5 극장판만이 더빙을 하였다.
※. 일본판/한국판 順
| 조직명      | 수령                             | 성우                                                         | 조직원 | 성우 | 등장 극장판 프리큐어 시리즈                                                                             | 적대관계(프리큐어) |
| ----------- | -------------------------------- | ------------------------------------------------------------ | --- | --- | --- | --- |
| 도츠쿠존    | 어둠의 세계의 마녀 프리즌&프로즌 | 카즈미 마사코 쿠사오 타케시(프리즌), 하야마 노부유키(프로즌) | | | 극장판 프리큐어 Max Heart 극장판 프리큐어 Max Heart 2 눈 내리는 친구들                                  | 미스미 나기사 유키시로 호노카 쿠죠 히카리 |
| 다크폴      | 설로인                           | 하야미 쇼                                                    | 우자이나 | | 극장판 프리큐어 Splash Star 똑딱똑딱 위기일발!                                                          | 휴가 사키 미쇼 마이 |
|             | 섀도우 무시반                    | 박로미 / 이경태 오오츠카 아키오                              | 다크 드림 다크 루즈 다크 레모네이드 다크 민트 다크 아쿠아 (프리큐어 5 극장판) 분비 (프리큐어 5 GoGo! 극장판) | 니시무라 치나미 / 조경이 나가사와 미키 / 김나율 쿠기미야 리에 / 김하영 미나구치 유코 / 김성연 키우치 레이코 / 이보희 (프리큐어 5 극장판) 타카기 와타루 (프리큐어 5 GoGo! 극장판) | 극장판 Yes! 프리큐어5 거울나라의 미라클 대모험! 극장판 Yes! 프리큐어5 GoGo! 과자 나라의 해피 버스 데이♪ | 유메하라 노조미 / 이소망 나츠키 린 / 나혜린 카스가노 우라라 / 김초원 아키모토 코마치 / 박하늘 미나즈키 카렌 / 최가영 미미노 쿠루미                  |
|             | 토이마진                         | 시오야 코조                                                  | | | 극장판 후레쉬 프리큐어! 장난감 나라에는 비밀이 가득!?                                                   | 모모조노 러브 아오노 미키 야마부키 이노리 히가시 세츠나                                                                                             |
|             | 샐러맨더 남작                    | 후지와라 케이지                                              | | | 극장판 하트캐치 프리큐어! 꽃의 도시에서 패션쇼입니까?                                                   | 하나사키 츠보미 쿠루미 에리카 묘도인 이츠키 츠키카게 유리                                                                                           |
| 마이너 랜드 | 하울링                           | 겐다 텟쇼                                                    | | | 극장판 스위트 프리큐어♪ 되찾아라!! 마음이 잇는 기적의 멜로디                                            | 호조 히비키 미나미노 카나데 쿠로카와 엘렌 시라베 아코                                                                                               |
|             | 마왕                             | 테라소마 마사키                                              | 니코 | 하야시바라 메구미 | 극장판 스마일 프리큐어! 그림책 속은 모두 뒤죽박죽                                                       | 호시조라 미유키 히노 아카네 키세 야요이 미도리카와 나오 아오키 레이카                                                                               |
|             | 클라리넷                         | 이케다 마사루                                                | 매슈 | 타니하라 쇼스케 | 극장판 심쿵! 프리큐어 마나 결혼?! 미래로 이어지는 희망의 드레스                                         | 아이다 마나 히시카와 릿카 요츠바 아리스 켄자키 마코토 마도카 아구리                                                                                 |
|             | 블랙 팡                          | 모리카와 토시유키                                            | 츠무기 | 호리에 유이 | 극장판 해피니스 차지 프리큐어! 인형 나라의 발레리나                                                     | 아이노 메구미 시라유키 히메 오모리 유코 히카와 이오나                                                                                               |
|             | 워프 나이트 펌프킨               | 스와베 준이치 나카오 류세이                                  | | | 극장판 Go! 프린세스 프리큐어 GoGo! 호화 3편!!!                                                          | 하루노 하루카 카이도 미나미 아마노가와 키라라 아카기 토와                                                                                           |
|             | 다크 매터                        | 나미카와 다이스케                                            | | | 극장판 마법사 프리큐어! 기적의 변신! 큐어 모후룬!                                                       | 아사히나 미라이 이자요이 리코 하나미 코토하 모후룬                                                                                                  |
|             | 쿡                               | 유우키 아오이                                                | | | 극장판 키라키라☆프리큐어 아라모드 바삭한 추억의 밀푀유!                                                 | 우사미 이치카 아리스가와 히마리 타테가미 아오이 고토츠메 유카리 켄죠우 아키라 키라보시 시엘                                                         |
|             | 미덴                             | 미야노 마모루                                                | | | 극장판 허긋토 프리큐어!♡빛의 전사 프리큐어 올스타즈 메모리즈                                            | 노노 하나 야쿠시지 사아야 카가야키 호마레 아이사키 에미루 루루 아무르 미스미 나기사 유키시로 호노카                                                 |
| 우주 헌터   | 유마                             | 타카기 히로시                                                | | | 극장판 스타☆트윙클 프리큐어 별의 노래에 마음을 담아서                                                   | 호시나 히카루 하고로모 라라 아마미야 에레나 카구야 마도카 유니                                                                                      |
|             | 에고에고                         | 타카기 와타루                                                | | | 극장판 힐링굿♡프리큐어 꿈의 마을에서 큥!하고 GoGo! 대변신!!                                             | 하나데라 노도카 사와이즈미 치유 히라미츠 히나타 후우린 아스미 유메하라 노조미 나츠키 린 카스가노 우라라 아키모토 코마치 미나즈키 카렌 미미노 쿠루미 |
|             | 샤론                             | 마츠모토 마리카                                              | | | 극장판 트로피컬 루즈! 프리큐어 눈의 프린세스와 기적의 반지!                                             | 나츠우미 마나츠 스즈무라 산고 이치노세 미노리 타키자와 아스카 로라 하나사키 츠보미 쿠루미 에리카 묘도인 이츠키 츠키카게 유리                        |
|             | 에고에고                         | 타카기 와타루                                                | | | 딜리셔스 파티♡프리큐어 극장판                                                                           | 나고미 유이 후와 코코네 하나미치 란 카사이 아마네                                                                                                   |

## 괴수 일람
프리큐어 시리즈에서 악의 조직들이 프리큐어들을 소탕하고 궤멸하기 위해 만들어낸 거대 마물들로 수령이나 부하들의 명령에 따라 깨어나서 세상의 모든 것을 파괴하고 프리큐어들을 위협하는 존재로 나온다.
수령들과는 달리 괴수들은 프리큐어 각 작품에서 작품 초기나 중간에 대부분 등장하며 수령이 만들어내고 부하들이 소환하는 방식으로 나간다.
요정들과 마찬가지로 실제 성우들이 출연하나 대사는 주로 울부짖는 소리나 괴성을 지르는 것이 대부분이다.
키라키라☆프리큐어 아라모드는 거대 괴수가 없고 전반부에서는 타락한 요정들이나 누아루 필링이 몬스터로 변신하여 싸우고 후반부에서는 간부들이 직접 싸우는 방식으로 나온다.
※. 일본판 / 한국판 順
※. 원래 악의 조직에 있었다가 프리큐어로 전향하거나 갱생한 캐릭터는 굵은 글씨 표시.
| 프리큐어 시리즈                                 | 괴수 | 소속                      | 성우 | 적대관계(프리큐어) |
| ----------------------------------------------- | --- | ------------------------- | --- | --- |
| 빛의 전사 프리큐어 두 사람은 프리큐어 Max Heart | 자켄나(데빌라) | 도츠쿠존(데빌존)          | 비후 히토시 → 타키 사토시 / 안종덕 → 방성준(무인편)(빛의 전사 프리큐어), 이광수(Max Heart)                                                                                          | 미스미 나기사 / 묵하람 유키시로 호노카 / 백시연 쿠죠 히카리 / 이예빈                                                                        |
| 두 사람은 프리큐어 Splash Star                  | 우자이나 | 다크폴                    | 와타나베 히데오 / ? | 휴가 사키 / 김소라 미쇼 마이 / 이보라 |
| Yes! 프리큐어5 Yes! 프리큐어5 GoGo!             | 코와이나(무셔무셔) 호시아나(넘겨넘겨)                                                                                                 | 나이트메어 이터널         | 사쿠라이 치히로(코와이나), 후쿠미츠 신야(호시아나) / 심정민 | 유메하라 노조미 / 이소망 나츠키 린 / 나혜린 카스가노 우라라 / 김초원 아키모토 코마치 / 박하늘 미나즈키 카렌 / 최가영 미미노 쿠루미 / 유우미 |
| 프레시 프리큐어!                                | 나케와메케(울어울어) 나키사케베(울부짖어) 소레와타세(뺏어뺏어)                                                                        | 라비린스                  | 나카노 신타로 / 최낙윤(울어울어, 울부짖어), 심정민(뺏어뺏어) | 모모조노 러브 / 박소미 아오노 미키 / 김나현 야마부키 이노리 / 나소희 히가시 세츠나 / 유채린                                                 |
| 하트캐치 프리큐어!                              | 데저트리안 | 사막의 사도               | 카네다 토모코 / 없음(여러 성우가 번갈아 연기) | 하나사키 츠보미 / 진달래 쿠루미 에리카 / 최바다 묘도인 이츠키 / 강해라 츠키카게 유리 / 문채희                                               |
| 스위트 프리큐어♪                                | 네가톤 | 마이너 랜드               | 오오바야시 요헤이 / 김혜성 | 호조 히비키 / 최향기 미나미노 카나데 / 주아윤 쿠로카와 엘렌 / 송유리 시라베 아코 / 안소희                                                   |
| 스마일 프리큐어!                                | 아칸베(메로롱) | 배드엔드 왕국             | 사사키 히로오 / 이현 | 호시조라 미유키 / 김다솜 히노 아카네 / 홍주화 키세 야요이 / 황보미 미도리카와 나오 / 채희란 아오키 레이카 / 한설희                          |
| 두근두근! 프리큐어                              | 괴수 지코츄 | 지코츄                    | 이와사키 마사미 / 이기성 | 아이다 마나 / 마나 히시카와 릿카 / 루시아 요츠바 아리스 / 앨리스 켄자키 마코토 / 리라 마도카 아구리 / 아링                                  |
| 해피니스 차지 프리큐어!                         | 사이아쿠(사이아크) | 환영제국                  | 마스모토 타쿠야 / 김민주, 이창민, 박성영 | 아이노 메구미 / 김나연 시라유키 히메 / 정소미 오모리 유코 / 배주희 히카와 이오나/ 최유라                                                    |
| Go! 프린세스 프리큐어                           | 제츠보그(절망보그) | 디스다크                  | 나가츠카사 타카유키 / 이승행, 정의한, 장서화(3인이 순회하여 녹음연기) | 하루노 하루카 / 한보미 카이도 미나미 / 정바다 아마노가와 키라라 / 유은하 아카기 토와 / 장영원                                               |
| 마법사 프리큐어!                                | 요쿠바루(그리드라) 돈 요쿠바루 | 어둠의 마법사 끝없는 혼돈 | 시마다 타카히로 / 최현수 야마모토 쇼타 / 임채빈, 최현수. 장서화(3인이 순회하여 녹음연기)                                                                                            | 아사히나 미라이 / 선미래 이자요이 리코 / 문리아 하나미 코토하 / 하나미                                                                      |
| 키라키라☆프리큐어 아라모드                      | - | 키라키라루를 빼앗는 존재  | - | 우사미 이치카 / 우사미 아리스가와 히마리 / 미정 타테가미 아오이 / 미정 고토츠메 유카리 / 미정 켄죠우 아키라 / 미정 키라보시 시엘 / 미정     |
| 허긋토! 프리큐어                                | 오시마아다 모 오시마이다 | 크라이아스 사             | 요시다 우론타 / 미정 | 노노 하나 / 미정 야쿠시지 사아야 / 미정 카가야키 호마레 / 미정 아이사키 에미루 / 미정 루루 아무르 / 미정                                    |
| 스타☆트윙클 프리큐어                            | 노트리거 거대 노트레이 | 노트레이더                | 시모야마 요시미츠 / 미정 | 호시나 히카루 / 미정 하고로모 라라 / 미정 아마미야 에레나 / 미정 카구야 마도카 / 미정 유니 / 미정                                           |
| 힐링굿♡프리큐어                                 | 메가뵤겐 기가뵤겐 | 뵤겐즈                    | 고토 코우스케 / 미정 | 하나데라 노도카 / 미정 사와이즈미 치유 / 미정 히라미츠 히나타 / 미정 후우린 아스미 / 미정                                                   |
| 트로피컬 루즈! 프리큐어                         | 야라네다(하지 않을랭) 젠젠 야라네다(몽땅 하지 않을랭) 젯타이 야라네다(절대 하지 않을랭) 초(超) 젯타이 야라네다(슈퍼 절대 하지 않을랭) | 미루기 마녀 일당          | 미카지리 노조미 / 성예원, 이은조, 이명화, 신나리(성우 4인 순회 연기), 권다예(절대 하지 않을랭부터), 손정민, 이주은(슈퍼 절대 하지 않을랭부터) 코마츠 후미노리 / 임채빈(버틀러 한정) | 나츠우미 마나츠 / 한여름 스즈무라 산고 / 남수정 이치노세 미노리 / 노열매 타키자와 아스카 / 홍나래 로라 / 로라                               |
| 딜리셔스 파티♡프리큐어                          | 우바우조 못토 우바우조 곳소리 우바우조                                                                                                | 괴도 분돌단               | 호리 소우시로 / 미정 | 나고미 유이 / 미정 후와 코코네 / 미정 하나미치 란 / 미정 카사이 아마네/ 미정                                                                |
| 펼쳐지는 스카이! 프리큐어                       | 람보그 쿄보그 | 언더그 제국               | 소마 코이치 / 미정 | 소라 하레와타루 / 미정 니지가오카 마시로 / 미정 유우나기 츠바사 / 미정 히지리 아게하 / 미정 엘짱 / 미정                                     |
| 원더풀 프리큐어!                                | 갸루갸루 | 갸루갸루 가오가온         | 타카하시 신야 / 미정 | 이누카이 코무기 / 강보리 이누카이 이로하 / 강로하 네코야시키 유키 / 고겨울 네코야시키 마유 / 고미유                                         |
| 너와 아이돌 프리큐어♪                           | 맛쿠란다 | 춋키리단                  | 야노 마사아키 / 미정 | 사쿠라 우타 / 미정 아오카제 나나 / 미정 시구레 코코로 / 미정 프리룬 / 미정 메로론 / 미정                                                    |

## 프리큐어 작품별 이미지 일람
프리큐어 시리즈에 나오는 작품들은 각 주제를 통해서 그 작품에 맞게 이미지와 캐릭터의 성격을 살려서 고안하며 나오는 것이 특징이다. 초대작인 빛의 전사 프리큐어는 당초에 주제를 정하지 않고 만들어졌기 때문에 시리즈 중 유일하게 특정한 이미지는 없으나 시청자들 사이에서는 잠정상 우정 또는 상부상조의 이미지를 뽑고있다.
| 프리큐어 작품                                   | 주제                     | 특징                                                                                       |
| ----------------------------------------------- | ------------------------ | ------------------------------------------------------------------------------------------ |
| 빛의 전사 프리큐어 두 사람은 프리큐어 Max Heart | 우정, 상부상조(相扶相助) | 사상 첫 프리큐어이자 2인 체제 Max Heart부터 신전사 합류에 따라 3인 체제로 증편             |
| 두 사람은 프리큐어 Splash Star                  | 화조풍월(花鳥風月)       | 전작에 이은 2인 체제                                                                       |
| Yes! 프리큐어5 Yes! 프리큐어5 GoGo!             | 나비, 장미               | 사상 첫 전대물 형태의 5인 체제 GoGo!부터 신전사 합류에 따라 6인 체제로 증편                |
| 프레시 프리큐어!                                | 과일, 네잎클로버         | 사상 처음으로 악의 조직 멤버가 프리큐어로 갱생 및 전향하여 기존 3인 체제에서 4인 체제 증편 |
| 하트캐치 프리큐어!                              | 식물, 꽃                 | 처음 2인 체제로 나갔다가 신전사 2인 합류에 따라 4인 체제로 증편                            |
| 스위트 프리큐어♪                                | 음악                     | 처음 2인 체제로 나갔다가 악의 조직 출신과 초등학생이 프리큐어로 합류하여 4인 체제로 증편   |
| 스마일 프리큐어!                                | 동화, 미소               | Splash Star 이후 신전사 없이 초기 5인 그대로 구성                                          |
| 두근두근 프리큐어!                              | 트럼프 카드, 사랑        | 처음 4인 체제로 나갔다가 신전사 1명의 합류로 5인 체제 증편                                 |
| 해피니스 차지 프리큐어!                         | 거울, 춤                 | 처음 2인 체제로 나갔다가 2명 합류로 4인 체제 증편                                          |
| Go! 프린세스 프리큐어                           | 공주, 열쇠, 꿈           | 처음 3인 체제로 나갔다가 1명 합류로 4인 체제 증편                                          |
| 마법사 프리큐어!                                | 마법, 보석               | 처음 2인 체제로 나갔다가 신전사 1명 합류로 3인 체제 증편                                   |
| 프리큐어☆키라키라 아라모드                      | 디저트, 스위츠, 동물     | 처음 4인 체제로 나갔다가 2명 합류로 GoGo! 이후 6인 체제 증편                               |
| 허긋토! 프리큐어                                | 육아, 장래희망           | 처음 3인 체제로 나갔다가 신전사 2명 합류로 5인 체제 증편                                   |
| 스타☆트윙클 프리큐어                            | 우주, 별, 상상력         | 처음 4인 체제로 나갔다가 신전사 1명 합류로 5인 체제 증편                                   |
| 힐링굿♡프리큐어                                 | 치유, 치료, 의사         | 처음 3인 체제로 나갔다가 신전사 1명 합류로 4인 체제 증편                                   |
| 트로피컬 루즈! 프리큐어                         | 바다, 화장               | 처음 4인 체제로 나갔다가 신전사 1명 합류로 5인 체제 증편                                   |
| 딜리셔스 파티♡프리큐어                          | 밥, 음식                 | 처음 3인 체제로 나갔다가 신전사 1명 합류해 4인 체제 증편                                   |
| 펼쳐지는 스카이! 프리큐어                       | 하늘, 히어로             | 처음 4인 체제로 나갔다가 신전사 1명 합류해 5인 체제 증편                                   |
| 원더풀 프리큐어!                                | 동물                     | 처음 4인 체제로 등장                                                                       |
| 너와 아이돌 프리큐어♪                           | 아이돌                   | 처음 3인 체제로 나갔다가 신전사 2명 합류해 5인 체제 증편                                   |

## 프리큐어 색 일람
| 색깔·프리큐어 시리즈                            | 분홍                  | 빨강          | 주황      | 황금        | 노랑            | 초록        | 파랑            | 보라          | 검정      | 은화          | 하양          | 무지개깔    |
| ----------------------------------------------- | --------------------- | ------------- | --------- | ----------- | --------------- | ----------- | --------------- | ------------- | --------- | ------------- | ------------- | ----------- |
| 빛의 전사 프리큐어 두 사람은 프리큐어 Max Heart |                       |               |           |             | 샤이니 루미너스 |             |                 |               | 큐어 블랙 |               | 큐어 화이트   |             |
| 두 사람은 프리큐어 Splash Star                  |                       |               |           | 큐어 블룸   |                 |             |                 |               |           | 큐어 이그렛   |               |             |
| Yes! 프리큐어 5 Yes! 프리큐어5 GoGo!            | 큐어 드림             | 큐어 루즈     |           |             | 큐어 레모네이드 | 큐어 민트   | 큐어 아쿠아     | 밀키 로즈     |           |               |               |             |
| 프레시 프리큐어!                                | 큐어 피치             | 큐어 패션     |           |             | 큐어 파인       |             | 큐어 베리       |               |           |               |               |             |
| 하트캐치 프리큐어!                              | 큐어 블로섬           |               |           | 큐어 선샤인 |                 |             | 큐어 마린       |               |           | 큐어 문라이트 | 큐어 플라워   |             |
| 스위트 프리큐어♪                                | 큐어 멜로디           |               |           |             | 큐어 뮤즈       |             | 큐어 비트       |               |           |               | 큐어 리듬     |             |
| 스마일 프리큐어!                                | 큐어 해피             |               | 큐어 써니 |             | 큐어 피스       | 큐어 마치   | 큐어 뷰티       |               |           |               | 큐어 에코     |             |
| 두근두근 프리큐어!                              | 큐어 하트             | 큐어 에이스   |           |             | 큐어 로제타     |             | 큐어 다이아몬드 | 큐어 소드     |           |               |               |             |
| 해피니스 차지 프리큐어!                         | 큐어 러블리           |               |           |             | 큐어 허니       |             | 큐어 프린세스   | 큐어 포춘     |           |               |               |             |
| Go! 프린세스 프리큐어                           | 큐어 플로라           | 큐어 스칼렛   |           |             | 큐어 트윙클     |             | 큐어 머메이드   |               |           |               |               |             |
| 마법사 프리큐어!                                | 큐어 미라클           |               |           |             | 큐어 모후룬     | 큐어 펠리체 |                 | 큐어 매지컬   |           |               |               |             |
| 키리키라☆프리큐어 아라모드                      | 큐어 휩 큐어 페코링   | 큐어 쇼콜라   |           |             | 큐어 커스터드   |             | 큐어 젤라토     | 큐어 마카롱   |           |               |               | 큐어 파르페 |
| 허긋토! 프리큐어                                | 큐어 옐               | 큐어 마셰리   |           |             | 큐어 에투알     |             | 큐어 앙주       | 큐어 아무르   |           |               | 큐어 투모로우 |             |
| 스타☆트윙클 프리큐어                            | 큐어 스타             |               |           |             | 큐어 솔레유     | 큐어 밀키   |                 | 큐어 셀레네   |           |               |               | 큐어 코스모 |
| 힐링굿♡프리큐어                                 | 큐어 그레이스         |               |           |             | 큐어 스파클     |             | 큐어 퐁텐       | 큐어 어스     |           |               |               |             |
| 트로피컬 루즈! 프리큐어                         |                       | 큐어 플라밍고 |           |             | 큐어 파파야     |             | 큐어 라메르     | 큐어 코랄     |           |               |               | 큐어 서머   |
| 딜리셔스 파티♡프리큐어                          | 큐어 프레셔스         |               |           |             | 큐어 얌얌       |             | 큐어 스파이시   | 큐어 피날레   |           |               |               |             |
| 펼쳐지는 스카이! 프리큐어                       | 큐어 버터플라이       |               | 큐어 윙   |             |                 |             | 큐어 스카이     | 큐어 마제스티 |           |               | 큐어 프리즘   |             |
| 원더풀 프리큐어!                                | 큐어 원더풀           |               |           |             |                 | 큐어 릴리안 | 큐어 냐미       | 큐어 프렌디   |           |               |               |             |
| 너와 아이돌 프리큐어♪                           | 큐어 아이돌 큐어 키스 |               |           |             |                 | 큐어 즈큥   | 큐어 윙크       | 큐어 큥큥     |           |               |               |             |

## 프리큐어 변신 및 포지션 순번 일람
※. 작품 시작 및 최초 변신 기준.
※. 올스타즈 극장판에 등장하는 큐어 에코와 마법사 프리큐어 극장판에서만 등장하는 큐어 모후룬은 제외.
| 순번/프리큐어 시리즈                            | 1             | 2               | 3               | 4               | 5             | 6           |
| ----------------------------------------------- | ------------- | --------------- | --------------- | --------------- | ------------- | ----------- |
| 빛의 전사 프리큐어 두 사람은 프리큐어 Max Heart | 큐어 블랙     | 큐어 화이트     | 샤이니 루미너스 |                 |               |             |
| 두 사람은 프리큐어 Splash Star                  | 큐어 블룸     | 큐어 이그렛     |                 |                 |               |             |
| Yes! 프리큐어 5 Yes! 프리큐어 5 GoGo!           | 큐어 드림     | 큐어 루즈       | 큐어 레모네이드 | 큐어 민트       | 큐어 아쿠아   | 밀키 로즈   |
| 프레시 프리큐어!                                | 큐어 피치     | 큐어 베리       | 큐어 파인       | 큐어 패션       |               |             |
| 하트캐치 프리큐어!                              | 큐어 블로섬   | 큐어 마린       | 큐어 선샤인     | 큐어 문라이트   |               |             |
| 스위트 프리큐어♪                                | 큐어 멜로디   | 큐어 리듬       | 큐어 비트       | 큐어 뮤즈       |               |             |
| 스마일 프리큐어!                                | 큐어 해피     | 큐어 써니       | 큐어 피스       | 큐어 마치       | 큐어 뷰티     | 큐어 에코   |
| 두근두근 프리큐어!                              | 큐어 하트     | 큐어 다이아몬드 | 큐어 로제타     | 큐어 소드       | 큐어 에이스   |             |
| 해피니스 차지 프리큐어!                         | 큐어 러블리   | 큐어 프린세스   | 큐어 허니       | 큐어 포춘       | 큐어 미라주   | 큐어 텐더   |
| Go! 프린세스 프리큐어                           | 큐어 플로라   | 큐어 머메이드   | 큐어 트윙클     | 큐어 스칼렛     |               |             |
| 마법사 프리큐어!                                | 큐어 미라클   | 큐어 매지컬     | 큐어 펠리체     |                 |               |             |
| 키라키라☆프리큐어 아라모드                      | 큐어 휩       | 큐어 커스터드   | 큐어 젤라토     | 큐어 마카롱     | 큐어 쇼콜라   | 큐어 파르페 |
| 허긋토! 프리큐어                                | 큐어 옐       | 큐어 앙주       | 큐어 에투알     | 큐어 마셰리     | 큐어 아무르   |             |
| 스타☆트윙클 프리큐어                            | 큐어 스타     | 큐어 밀키       | 큐어 솔레유     | 큐어 셀레네     | 큐어 코스모   |             |
| 힐링굿♡프리큐어                                 | 큐어 그레이스 | 큐어 퐁텐       | 큐어 스파클     | 큐어 어스       |               |             |
| 트로피컬 루즈! 프리큐어                         | 큐어 서머     | 큐어 코랄       | 큐어 파파야     | 큐어 플라밍고   | 큐어 라메르   |             |
| 딜리셔스 파티♡프리큐어                          | 큐어 프레셔스 | 큐어 스파이시   | 큐어 얌얌       | 큐어 피날레     |               |             |
| 펼쳐지는 스카이! 프리큐어                       | 큐어 스카이   | 큐어 프리즘     | 큐어 윙         | 큐어 버터플라이 | 큐어 마제스티 |             |
| 원더풀 프리큐어!                                | 큐어 원더풀   | 큐어 프렌디     | 큐어 냐미       | 큐어 릴리안     |               |             |
| 너와 아이돌 프리큐어♪                           | 큐어 아이돌   | 큐어 윙크       | 큐어 큥큥       | 큐어 즈큥       | 큐어 키스     |             |

## 프리큐어 크로스 오버(올스타즈, 스타즈)
프리큐어 올스타즈 시리즈 문서 참조.

## 미라클 라이트(극장판 한정)
프리큐어 단독 극장판과 크로스 오버(올스타즈, 스타즈) 시리즈마다 프리큐어들이 작중에서 악의 조직과 싸우다가 위기에 처했을 때 극장에 찾아온 관객들이 직접 프리큐어들을 응원하면서 흔드는 조명도구이다.
극장판에서만 사용할 수 있는 도구이며 실제 관객들은 물론 작중에 나오는 캐릭터들도 함께 미라클 라이트를 가지고 있으며 원래는 요정들이나 아이들이 프리큐어들을 응원하는 마음으로 흔들었고 올스타즈 기적의 마법에서부터는 최초로 큐어 미라클과 큐어 매지컬이 선배 프리큐어들을 응원하기 위해 직접 사용하였다.
미라클 라이트가 처음 등장한 것은 Yes! 프리큐어5 극장판에서 나왔으며 원래는 극장판에 나오는 악의 수령 섀도우가 다크 드림을 만들어낼 때 처음 사용했고 이후로는 프리큐어 시리즈 극장판과 프리큐어 크로스 오버 시리즈에서 작중과 실제로 사용하게 되었다.
한때 올스타즈 봄의 카니발에서부터는 일시적으로 폐지되었으나 단독 극장판인 Go! 프린세스 프리큐어 GoGo! 3편에서 부활하여 현재까지 프리큐어 단독 극장판과 크로스 오버 극장판에서 사용되고 있다.
일본 현지기준으로 만 12세 이하 및 중학생 이하 어린이 관객들만 사용할 수 있다. 보호자를 포함한 성인 관객은 유료로 판매하는 스페셜 미라클 라이트를 사용할 수 있다.
TV판에서는 나오지 않지만 스타☆트윙클 프리큐어 36화에서 괴도 블루 캣(큐어 코스모)을 체포하려는 메리 엔에 의해 최초로 노출되었다.

## 프리큐어 워크스
프리큐어 시리즈에 참여했던 캐릭터 디자이너들의 프리큐어 캐릭터 모음 화보집으로 일본 현지에서 발행하고 있다.

## 프리큐어 쇼
일본 현지 주요 도시에서 열리는 프리큐어 캐릭터 인형극으로 실존 인형극 연기자들이 프리큐어와 악당 캐릭터로 분장하여 역대 프리큐어에 나왔던 내용을 소재로 연기한다. TV판 본작과 올스타즈 내용 위주로 진행한다.

## 대한민국 미방영 시리즈
- 키라키라☆프리큐어 아라모드
- 허긋토! 프리큐어
- 스타☆트윙클 프리큐어
- 힐링굿♡프리큐어
- 딜리셔스 파티♡프리큐어
- 펼쳐지는 스카이! 프리큐어

## 같이 보기
- 토에이 애니메이션
- 아사히 방송
- ASATSU DK
- 나카요시
  - 토도 이즈미
  - 카미키타 후타고
- 반다이남코게임즈
  - 태고의 달인
  - 아이돌 마스터

### 내용주
1. ↑  "프레시 프리큐어!"의 큐어 패션은 아직 등장X.
2. ↑  "하트캐치 프리큐어!"의 큐어 선샤인과 큐어 문라이트는 아직 등장X.
3. ↑  "스위트 프리큐어!"의 큐어 비트와 큐어 뮤즈는 아직 등장X.
4. ↑  전작인 "영화 프리큐어 올스타즈 New Stage 미래의 친구"에 등장한 큐어 에코는 포함되지 않았다. "두근두근 프리큐어!"의 큐어 에이스는 아직 등장X.
5. ↑  이 작품으로 공식 프리큐어에 포함되지 않지만, 전작인 "영화 프리큐어 올스타즈 New Stage 2 마음의 친구" 이후 다시 등장한 큐어 에코를 포함. "해피니스 차지 프리큐어"의 큐어 포츈은 아직 등장X. 이 중 큐어 하니는 대부분 지원 등장.
6. ↑  이 작품으로 공식 프리큐어에 포함되지 않지만, 전작인 "영화 프리큐어 올스타즈 New Stage 3 영원의 친구" 이후 다시 등장한 큐어 에코는 포함되지 않았다. "Go! 프린세스 프리큐어"의 큐어 스칼렛은 아직 등장X.
7. ↑  이 작품으로 공식 프리큐어에 포함되지 않지만, 전작인 "영화 프리큐어 올스타즈 봄의 카니발♪" 이후 다시 등장한 큐어 에코를 포함. "마법사 프리큐어!"의 큐어 페리체는 아직 등장X.
8. ↑  프리큐어 인원수는 49명(올스타즈에 등장하는 큐어 에코는 제외). 이 작품 중 프린세스, 마법사, 키라키라 아라모드만 참가. 전작인 "영화 프리큐어 올스타즈 모두 함께 노래하다♪ 기적의 마법!" 이후 큐어 블랙을 포함한 37명의 프리큐어들이 등장X. "키라키라☆프리큐어 아라모드"의 큐어 파르페는 아직 등장X.
9. ↑  프리큐어 인원수는 53명(올스타즈에 등장하는 큐어 에코는 제외). 이 작품 중 마법사, 키라키라, 허긋토!만 참가. 마찬가지로 큐어 블랙을 포함한 41명의 프리큐어들이 등장X. "허긋토! 프리큐어"의 큐어 마셰리와 큐어 아무르는 아직 등장X.
10. ↑  프리큐어 인원수는 59명(올스타즈에 등장하는 큐어 에코는 제외). 이 작품 중 키라키라, 허긋토!, 스타☆트윙클만 참가. 마찬가지로 큐어 블랙을 포함한 44명의 프리큐어들이 등장X. "스타☆트윙클 프리큐어"의 큐어 코스모는 아직 등장X.
11. ↑  프리큐어 인원수는 62명(올스타즈에 등장하는 큐어 에코는 제외). 이 작품 중 허긋토!, 스타☆트윙클, 힐링굿♡만 참가. 마찬가지로 큐어 블랙을 포함한 49명의 프리큐어들이 등장X. "힐링굿♡ 프리큐어"의 큐어 어스는 아직 등장X.
12. ↑  본 작품에서 메인으로 등장한 프리큐어 17명. 이 작품 중 등장하는 오리지널 캐릭터 큐어 슈프림과 올스타즈에 등장하는 큐어 에코는 제외.
13. ↑  TV 시리즈의 프리큐어 (마법사 프리큐어! 중에 "영화 프리큐어 올스타즈 모두 함께 노래하다♪ 기적의 마법!"에서 미등장한 큐어 페리체가 등장) 등장하며, 크로스 오버 영화 한정의 큐어 에코는 등장X.
14. ↑  정식 등장은 14화부터다.
15. ↑  정식 등장은 24화부터다.
16. ↑  1화부터는 어반 제목만 등장. 같은 화에서 32화까지 변신 상실이다.
17. ↑  정식 등장은 23화부터다.
18. ↑  11화부터는 가면 뮤즈로 등장했다.
19. ↑  당초에는 성우 전숙경이 캐스팅되었으나 성우 개인사정으로 교체되었다. 전숙경 성우는 후에 해피니스 차지 프리큐어에서 악역인 퀸 미라주 목소리 역할을 맡는다.
20. ↑  정식 등장은 7화부터다.
21. ↑  정식 등장은 27화부터다.
22. ↑  정식 등장은 11화부터다.
23. ↑  정식 등장은 22화부터다.
24. ↑  정식 등장은 5화부터다.
25. ↑  정식 등장은 23화부터다.
26. ↑  22화부터 페리체로 각성.
27. ↑  괴도 캐릭터로서 등장. 정식 등장은 20화부터다.
28. ↑  변신 전, 인어로 등장. 정식 등장은 17화부터다.
29. ↑  정식 등장은 18화부터다.
30. ↑  32화부터 마제스티로 각성.
31. ↑  정식 등장은 4화부터다.
32. ↑  정식 등장은 9화부터다.
33. ↑  정식 등장은 18화부터다.
34. ↑  정식 등장은 2화부터다.
35. ↑  정식 등장은 12화부터다.
36. ↑  정식 등장은 19화부터다.
37. ↑  17화부터 즈큥으로 각성.
38. ↑  17화부터 키스로 각성.
39. ↑  정식 등장은 3화부터다.
40. ↑  정식 등장은 7화부터다.
41. ↑  후속작인 극장판 GoGo!편은 더빙을 하지 않았기 때문에 미미노 쿠루미(밀키 로즈)는 유일하게 극장판 기준으로 대한민국 성우가 없다.
42. ↑  대한민국에서는 GoGo!편 극장판이 한국어 더빙판으로 방영하지 않았다.
43. ↑  극장판 한정으로 프리큐어로 변신(큐어 모후룬).

### 참조주
1. ↑  (일본어) 『プリキュアシリーズ』  - 고트뱅크

## 프리큐어 캐릭터 생일
두 사람은 프리큐어 Max Heart
미스미 나기사(큐어 블랙) - 10월 10일

유키시로 호노카(큐어 화이트) - 4월 4일

쿠조 히카리(샤이니 루미너스) - 9월 9일

두 사람은 프리큐어 Splash Star
휴가 사키(큐어 블룸) - 8월 7일

미쇼 마이(큐어 이글렛) - 11월 20일

Yes! 프리큐어5
유메하라 노조미(큐어 드림) - 11월 8일

나츠키 린(큐어 루즈) - 12월 1일

카스가노 우라라(큐어 레모네이드) - 9월 25일

아키모토 코마치(큐어 민트) - 3월 10일

미나즈키 카렌(큐어 아쿠아) - 2월 5일

미미노 쿠루미(밀키로즈) - 7월 30일

후레쉬 프리큐어!
모모조노 러브(큐어 피치) - 3월 10일

아오노 미키(큐어 베리) - 11월 23일

야마부키 이노리(큐어 파인) - 4월 3일

히가시 세츠나(큐어 패션) - 1월 7일
하트캐치 프리큐어!
하나사키 츠보미(큐어 블로섬) - 4월 2일

쿠루미 에리카(큐어 마린) - 12월 7일

묘도인 이츠키(큐어 선샤인) - 5월 3일

츠키카게 유리(큐어 문라이트) - 5월 19일

스위트 프리큐어♪
호조 히비키(큐어 멜로디) - 2월 15일

미나미노 카나데(큐어 리듬) - 12월 27일

쿠로카와 엘렌(큐어 비트) - 1월 2일

시라베 아코(큐어 뮤즈) - 9월 27일

스마일 프리큐어!
호시조라 미유키(큐어 해피) - 1월 10일

히노 아카네(큐어 써니) - 2월 12일

키세 야요이(큐어 피스) - 12월 16일

미도리카와 나오(큐어 마치) - 1월 20일

아오키 레이카(큐어 뷰티) - 11월 18일

사카가미 아유미(큐어 에코) - 2월 6일

두근두근! 프리큐어
아이다 마나(큐어 하트) - 8월 4일

히시카와 릿카(큐어 다이아몬드) - 9월 17일

요츠바 아리스(큐어 로제타) - 5월 28일

켄자키 마코토(큐어 소드) - 11월 4일

마도카 아구리(큐어 에이스) - 10월 1일

레지나(큐어 사이트) - 8월 4일

해피니스 차지 프리큐어!
아이노 메구미(큐어 러블리) - 10월 12일

시라유키 히메(큐어 프린세스) - 4월 1일

오모리 유코(큐어 허니) - 8월 2일

히카와 이오나(큐어 포춘) - 10월 7일

히카와 마리아(큐어 텐더) - 11월 17일

퀸 미라주(큐어 미라주) - 12월 25일

Go! 프린세스 프리큐어
하루노 하루카(큐어 플로라) - 4월 10일

카이도 미나미(큐어 머메이드) - 7월 20일

아마노가와 키라라(큐어 트윙클) - 9월 12일

아카기 토와(큐어 스칼렛) - 12월 15일

나나세 유이(큐어 디아나) - 2월 14일

마법사 프리큐어!
아사히나 미라이(큐어 미라클) - 6월 12일

이자요이 리코(큐어 매지컬) - 11월 12일

하나미 코토하(큐어 펠리체) - 2월 28일

키라키라☆프리큐어 아라모드
우사미 이치카(큐어 휩) - 1월 7일

아리스가와 히마리(큐어 커스터드) - 4월 16일

타테가미 아오이(큐어 젤라토) - 8월 27일

코토즈메 유카리(큐어 마카롱) - 6월 11일

켄조 아키라(큐어 쇼콜라) - 9월 24일

키라호시 시엘(큐어 파르페) - 7월 30일

쿠로키 리오 - 7월 30일

비브리 - 12월 10일

허긋토! 프리큐어
노노 하나(큐어 옐) - 1월 20일

야쿠시지 사아야(큐어 앙주) - 6월 10일

카가야키 호마레(큐어 에투알) - 4월 8일

아이사키 에미루(큐어 마셰리) - 7월 15일

루루 아무르(큐어 아무르) - 9월 23일

허그땅 (큐어 투모로우) - 10월 21일

스타☆트윙클 프리큐어
호시나 히카루(큐어 스타) - 4월 12일

하고로모 라라(큐어 밀키) - 7월 7일

아마미야 에레나(큐어 솔레이유) - 9월 8일

카구야 마도카(큐어 셀레네) - 11월 23일

유니(큐어 코스모) - 10월 11일

힐링굿♡프리큐어
하나데라 노도카(큐어 그레이스) - 3월 9일

사와이즈미 치유(큐어 퐁텐) - 8월 21일

히라미츠 히나타(큐어 스파클) - 10월 4일

후우린 아스미(큐어 어스) - 8월 16일

트로피컬 루즈! 프리큐어
나츠우미 마나츠(큐어 서머) - 8월 1일

스즈무라 산고(큐어 코랄) - 5월 9일

이치노세 미노리(큐어 파파야) - 11월 21일

타키자와 아스카(큐어 플라밍고) - 10월 15일

로라(큐어 라메르) - 6월 30일

딜리셔스 파티♡프리큐어
나고미 유이(큐어 프레셔스) - 8월 31일

후와 코코네(큐어 스파이시) - 3월 13일

하나미치 란(큐어 얌얌) - 7월 11일

카사이 아마네(큐어 피날레) - 11월 24일

시나다 타쿠미(블랙 페퍼) - 11월 3일

펼쳐지는 스카이! 프리큐어
소라 하레와타루(큐어 스카이) - 9월 20일

니지가오카 마시로(큐어 프리즘) - 7월 16일

유우나기 츠바사(큐어 윙) - 5월 21일

히지리 아게하(큐어 버터플라이) - 8월 8일

엘 / 프린세스 엘(큐어 마제스티) - 3월 12일

원더풀 프리큐어!
이누카이 코무기(큐어 원더풀) - 5월 13일

이누카이 이로하(큐어 프렌디) - 8월 7일

네코야시키 유키(큐어 냐미) - 12월 21일

네코야시키 마유(큐어 릴리안) - 11월 5일

토야마 사토루 - 9월 7일

토야마 다이후쿠 - 3월 27일

너와 아이돌 프리큐어♪
사쿠라 우타(큐어 아이돌) - 3월 27일

아오카제 나나(큐어 윙크) - 7월 6일

시구레 코코로(큐어 큥큥) - 5월 11일

프리룬(큐어 즈큥) - 10월 9일

메로론(큐어 키스) - 12월 7일

## 영어 [Pretty Cure All Birthday]
Precure Max Heart
Nagisa Misumi [Cure Black] [October 10th]
Honoka Yukishiro [Cure White] [April 4th]
Hikari Kujo [Shiny Luminous] [September 9th]
Precure Splash Star
Saki Hyuuga [Cure Bloom] [August 7th]
Mai Mishou [Cure Egret] [November 20th]
Yes! Precure 5 GoGo!
Nozomi Yumehara [Cure Dream] [November 8th]
Rin Natsuki [Cure Rouge] [December 1st]
Urara Kasugano [Cure Lemonade] [September 25th]
Komachi Akimoto [Cure Mint] [March 10th]
Karen Minazuki [Cure Aqua] [February 5th]
Kurumi Mimino [Milky Rose] [July 30th]
Fresh Precure
Love Momozono [Cure Peach] [March 10th]
Miki Aono [Cure Berry] [November 23th]
Ironi Yamabuki [Cure Pine] [April 3rd]
Setsuna Higashi [Cure Passion] [January 7th]
Heartcatch Precure
Tsubomi Hanasaki [Cure Blossom] [April 2nd]
Erika Kurumi [Cure Marine] [December 7th]
Itsuki Myoudouin [Cure Sunshine] [May 3rd]
Yuri Tsukikage [Cure Moonlight] [May 19th]
Suite Precure
Hibiki Hojo [Cure Melody] [February 15th]
Kanade Minamino [Cure Rhythm] [December 27th]
Ellen Kurokawa [Cure Beat] [January 2nd]
Ako Shirabe [Cure Muse] [September 27th]
Smile Precure
Miyuki Hoshizora [Cure Happy] [January 10th]
Akane Hino [Cure Sunny] [February 12th]
Yayoi Kise [Cure Peace] [December 16th]
Nao Midorikawa [Cure March] [January 20th]
Reika Aoki [Cure Beauty] [November 18th]
Ayumi Sakagami [Cure Echo] [February 6th]
Doki Doki! Precure
Mana Aida [Cure Heart] [August 4th]
Rikka Hishikawa [Cure Diamond] [September 17th]
Alice Yotsuba [Cure Rosetta] [May 28th]
Makoto Kenzaki [Cure Sword] [November 4th]
Aguri Madoka [Cure Ace] [October 1st]
Regina [Cure Site] [August 4th]
Happiness Charge Precure!
Magumi Aino [Cure Lovely] [October 12th]
Hime Shirayuki [Cure Princess] [April 1st]
Yuko Omori [Cure Honey] [August 2nd]
Iona Hikawa [Cure Fortune] [October 7th]
Maria Hikawa [Cure Tender] [November 17th]
Queen Mirage [Cure Mirage] [December 25th]
Go! Princess Precure
Haruka Haruno [Cure Flora] [April 10th]
Minami Kaido [Cure Mermaid] [July 20th]
Kirara Amanogawa [Cure Twinkle] [September 12th]
Towa Akagi [Cure Scarlet] [December 15th]
Yui Nanase [Cure Diana] [February 14th]
Mahou Tsukai Precure
Mirai Asahina [Cure Miracle] [June 12th]
Riko Izayoi [Cure Magical] [November 12th]
Kotoha Hanami [Cure Felice] [February 28th]
Kira Kira Precure A La Mode
Ichika Usami [Cure Whip] [January 7th]
Himari Arisugawa [Cure Cure Custard] [April 16th]
Aoi Tategami [Cure Gelato] [August 27th]
Yukari Kotozume [Cure Macaron] [June 11th]
Akira Kenjou [Cure Chocola] [September 24th]
Ciel Kirahoshi [Cure Parfait] [July 30th]
Rio Kuroki [Pikario] [July 30ty]
Vibry [December 10th]
Hugtto! Precure
Hana Nono [Cure Yell] [Januray 20th]
Saaya Yakushiji [Cure Ange] [June 10th]
Homare Kagayaki [Cure Étoile] [April 8th]
Emiru Aisaki [Cure Macherie] [July 15th]
Amour Lulu [Cure Amour] [September 23th]
Hugtan [Cure Tomorrow] [October 21th]
Star Twinkle Precure
Hikaru Hoshina [Cure Star] [April 12th]
Lala Hagoromo [Cure Milky] [July 7th]
Elena Amamiya [Cure Soleil] [September 8th]
Madoka Kaguya [Cure Selene] [November 23th]
Yuni [Cure Cosmo] [October 11th]
Healin Good Precure
Nodoka Hanadera [Cure Grace] [March 9th]
Chiyu Sawaizumi [Cure Fontaine] [August 21th]
Hinata Hiramitsu [Cure Sparkle] [October 4th]
Asumi Fuurin [Cure Earth] [August 16th]
Tropical Rouge Precure
Manatsu Natsuumi [Cure Summer] [August 1st]
Sango Suzumura [Cure Coral] [May 9th]
Minori Ichinose [Cure Papaya] [November 21th]
Asuka Takizawa [Cure Flamingo] [October 15th]
Laura [Cure Le Mer] [June 30th]
Delicious Party Precure
Yui Nagomi [Cure Precious] [August 31th]
Kokone Fuwa [Cure Spicy] [March 13th]
Ran Hanamichi [Cure Yum-yum] [July 11th]
Amane Kasai [Cure Finale] [November 24th]
Takumi Shinada [Black Pepper] [November 3rd]
Hirogaru Sky! Precure
Harewataru Sora [Cure Sky] [September 20th]
Mashiro Nijigaoka [Cure Prism] [July 16th]
Tsubasa Yuunagi [Cure Wing] [May 21th]
Ageha Hijiri [Cure Butterfly] [August 8th]
Elle-chan [Cure Majesty] [March 12th]
Wonderful Precure!
Komugi Inukai [Cure Wonderful] [May 13th]
Iroha Inukai [Cure Friendy] [August 7th]
Yuki Nekoyashiki [Cure Nyammy] [December 21th]
Mayu Nekoyashiki [Cure Lilian] [November 5th]
Satoru Toyama [September 7th]
Daifuku Toyama [March 27th]
You and Idol Precure
Uta Sakura [Cure Idol] [March 27th]
Nana Aokaze [Cure Wink] [July 6th]
Kokoro Shigure [Cure Kyun-kyun] [May 11th]
Purirun [Cure Zukyoon] [October 9th]
Maroron [Cure Kiss] [December 7th]